# Neufchâtel-en-Bray
Pour les articles homonymes, voir Neufchâtel.
Neufchâtel-en-Bray, prononcé [nøʃatɛl], est une commune française située dans le département de la Seine-Maritime, en région Normandie.
C'est dans la région que l'on fabrique le fromage AOP du même nom.

## Géographie

### Localisation

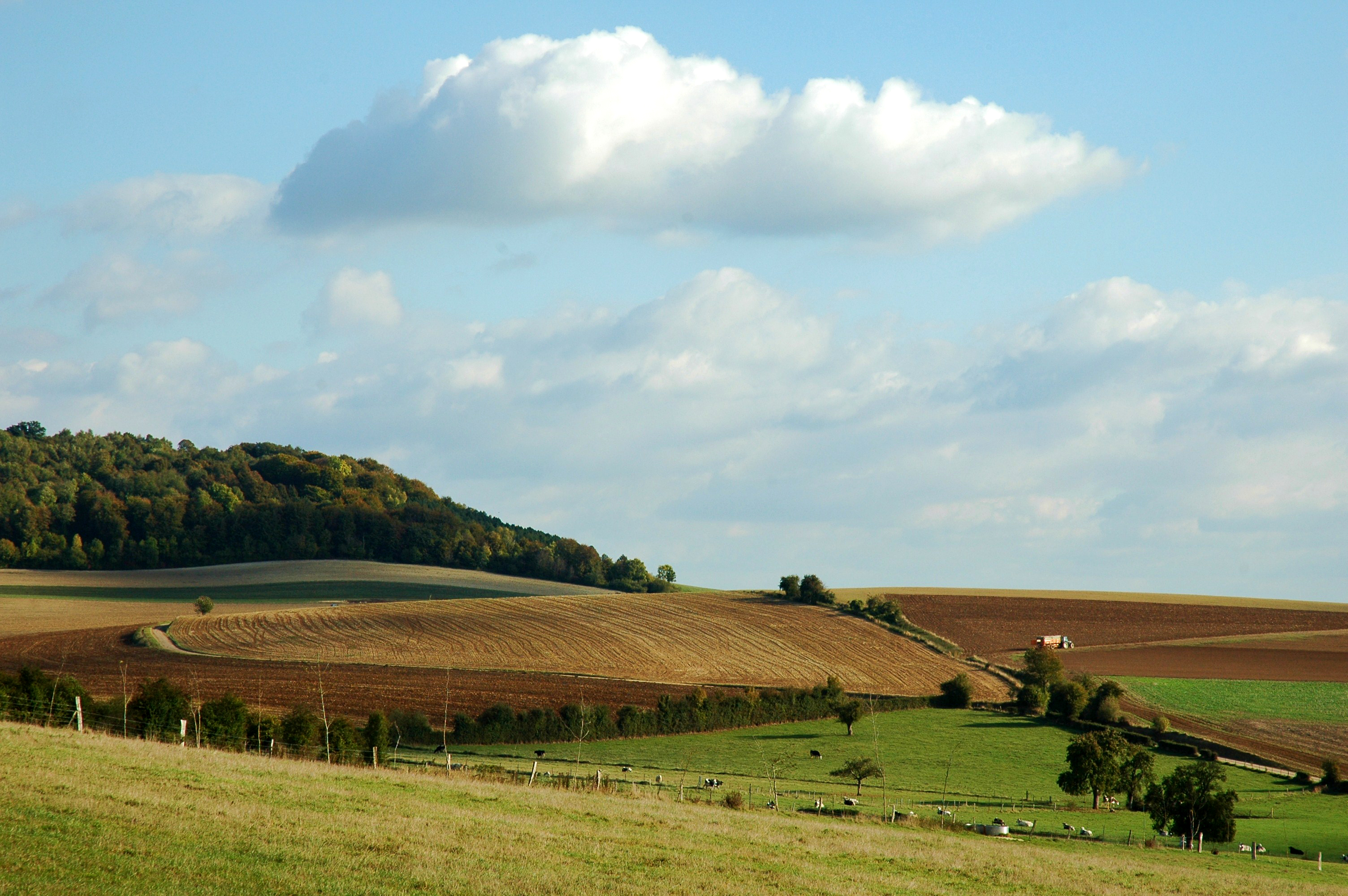
Paysage de la campagne proche.

Neufchâtel est une ville normande située au cœur de la « Boutonnière » du pays de Bray, à 36 km de Dieppe et de la mer de la Manche, à 42 km au nord-est de Rouen et à 62 km au sud-ouest d'Amiens.

### Communes limitrophes
| Mesnières-en-Bray      | Lucy               | Ménonval           |
| Saint-Martin-l'Hortier | Neufchâtel-en-Bray |                    |
| Quièvrecourt           |                    | Neuville-Ferrières |

### Hydrographie
Neufchâtel est irrigué par la Béthune et ses affluents, le Philbert, la Marie Cloche, ainsi que par le plan d'eau des Aulnes, un étang créé en 2006 comme atout touristique, un site consacré à la pêche, aux randonnées et aux activités de modélisme,,
La Béthune est une partie du fleuve côtier l'Arques.
L’association « Pêcheur brayon » a acquis en 2020 la zone humide de 4 ha dite de la Balanderie à la sortie de Neufchâtel-en-Bray, direction Neuville-Ferrières, qui pourrait accueillir notamment, grâce à des passerelles, un chemin pédagogique faisant la jonction entre l’Avenue verte et le chemin pédagogique du Moulin Bleu.

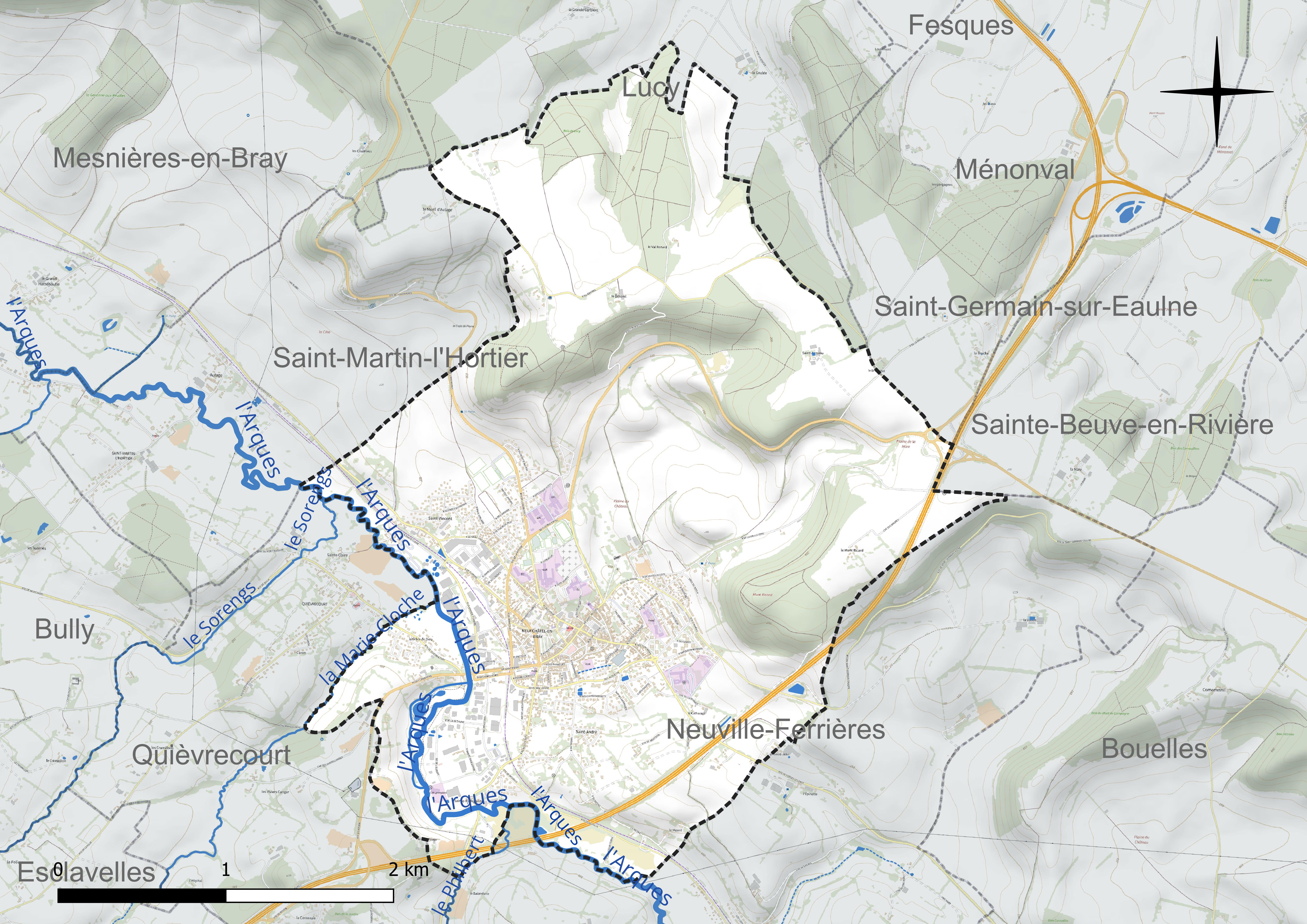
Réseau hydrographique de Neufchâtel-en-Bray.

### Climat
Pour des articles plus généraux, voir Climat de la Normandie et Climat de la Seine-Maritime.
En 2010, le climat de la commune est de type climat océanique altéré, selon une étude du CNRS s'appuyant sur une série de données couvrant la période 1971-2000. En 2020, Météo-France publie une typologie des climats de la France métropolitaine dans laquelle la commune est exposée à un climat océanique et est dans la région climatique Côtes de la Manche orientale, caractérisée par un faible ensoleillement (1 550 h/an) ; forte humidité de l’air (plus de 20 h/jour avec humidité relative > 80 % en hiver), vents forts fréquents. Parallèlement le GIEC normand, un groupe régional d’experts sur le climat, différencie quant à lui, dans une étude de 2020, trois grands types de climats pour la région Normandie, nuancés à une échelle plus fine par les facteurs géographiques locaux. La commune est, selon ce zonage, exposée à un « climat contrasté des collines », correspondant au Pays de Bray, bien arrosé et frais.
Pour la période 1971-2000, la température annuelle moyenne est de 10,4 °C, avec une amplitude thermique annuelle de 14,3 °C. Le cumul annuel moyen de précipitations est de 845 mm, avec 13,1 jours de précipitations en janvier et 8,4 jours en juillet. Pour la période 1991-2020, la température moyenne annuelle observée sur la station météorologique la plus proche, située sur la commune de Bouelles à 5 km à vol d'oiseau, est de 10,7 °C et le cumul annuel moyen de précipitations est de 838,4 mm,. Pour l'avenir, les paramètres climatiques de la commune estimés pour 2050 selon différents scénarios d’émission de gaz à effet de serre sont consultables sur un site dédié publié par Météo-France en novembre 2022.

## Urbanisme

### Typologie
Au 1er janvier 2024, Neufchâtel-en-Bray est catégorisée bourg rural, selon la nouvelle grille communale de densité à sept niveaux définie par l'Insee en 2022. Elle appartient à l'unité urbaine de Neufchâtel-en-Bray, une agglomération intra-départementale regroupant deux  communes, dont elle est ville-centre,,. Par ailleurs la commune fait partie de l'aire d'attraction de Neufchâtel-en-Bray, dont elle est la commune-centre,. Cette aire, qui regroupe 15 communes, est catégorisée dans les aires de moins de 50 000 habitants,.

### Occupation des sols
L'occupation des sols de la commune, telle qu'elle ressort de la base de données européenne d’occupation biophysique des sols Corine Land Cover (CLC), est marquée par l'importance des territoires agricoles (61,6 % en 2018), en diminution par rapport à 1990 (64,9 %). La répartition détaillée en 2018 est la suivante : terres arables (30,9 %), prairies (30,7 %), zones urbanisées (17,4 %), forêts (16,2 %), zones industrielles ou commerciales et réseaux de communication (4,7 %). L'évolution de l’occupation des sols de la commune et de ses infrastructures peut être observée sur les différentes représentations cartographiques du territoire : la carte de Cassini (XVIIIe siècle), la carte d'état-major (1820-1866) et les cartes ou photos aériennes de l'IGN pour la période actuelle (1950 à aujourd'hui).

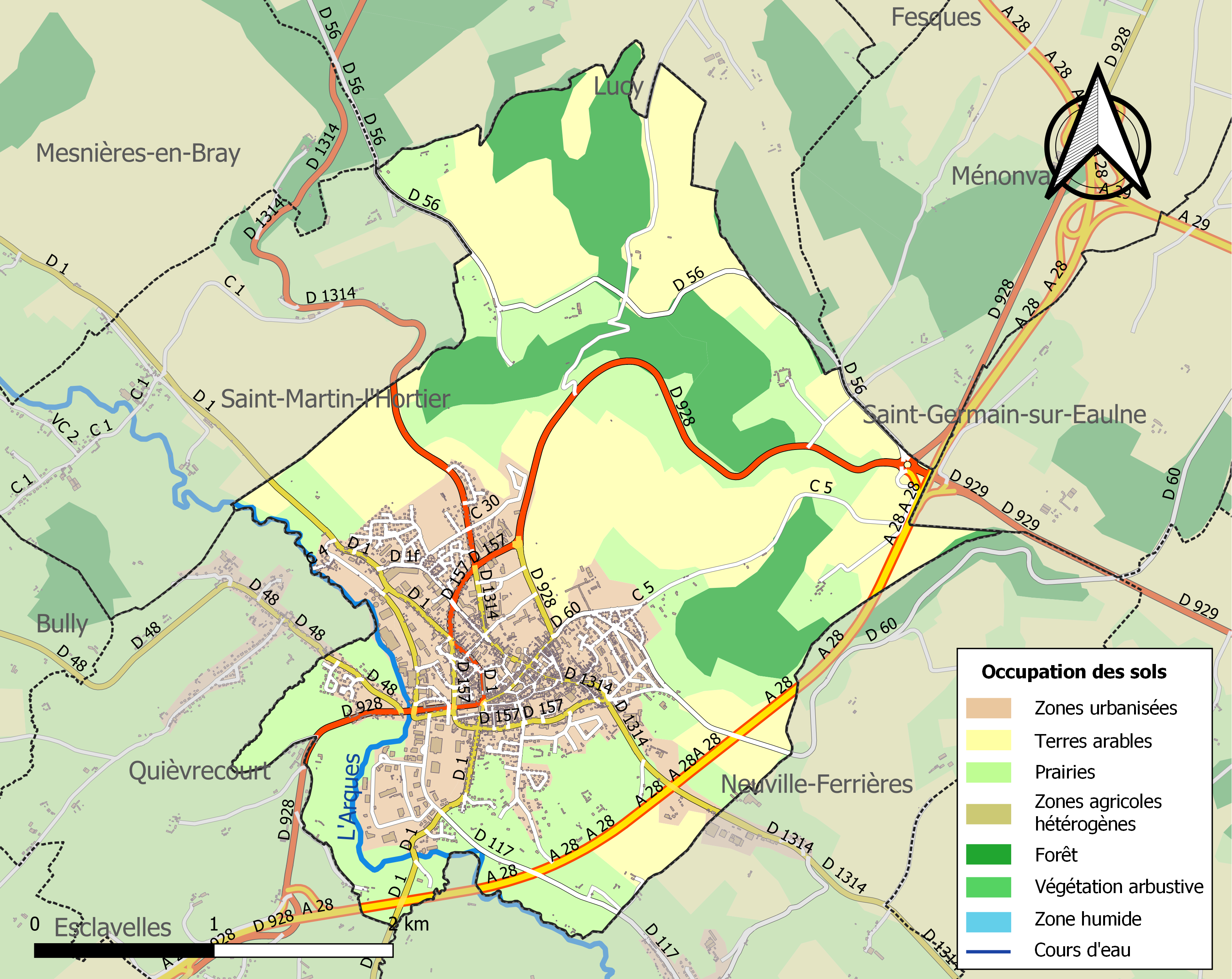
Carte des infrastructures et de l'occupation des sols de la commune en 2018 (CLC).

### Logement
En 2019, le nombre total de logements dans la commune était de 2 770, alors qu'il était de 2 701 en 2014 et de 2 603 en 2009.
Parmi ces logements, 85,8 % étaient des résidences principales, 1,3 % des résidences secondaires et 13 % des logements vacants. Ces logements étaient pour 55,5 % d'entre eux des maisons individuelles et pour 42,4 % des appartements.
Le tableau ci-dessous présente la typologie des logements à Neufchâtel-en-Bray en 2019 en comparaison avec celle de la Seine-Maritime et de la France entière. Une caractéristique marquante du parc de logements est ainsi une proportion de résidences secondaires et logements occasionnels (1,3 %) inférieure à celle du département (4 %) et à celle de la France entière (9,7 %). Concernant le statut d'occupation de ces logements, 42,1 % des habitants de la commune sont propriétaires de leur logement (41 % en 2014), contre 53 % pour la Seine-Maritime et 57,5 pour la France entière.
| Typologie                                               | Neufchâtel-en-Bray | Seine-Maritime | France entière |
| ------------------------------------------------------- | ------------------ | -------------- | -------------- |
| Résidences principales (en %)                           | 85,8               | 87,8           | 82,1           |
| Résidences secondaires et logements occasionnels (en %) | 1,3                | 4              | 9,7            |
| Logements vacants (en %)                                | 13                 | 8,2            | 8,2            |

### Voies de communication et transports
La ville est desservie par les sorties 8 et 9 de l'autoroute A28 et est située au carrefour des ex-RN 28 et RN 314 (actuelles RD 928 et RD 1314).
La ville se situe en bordure de l'A28 reliant Rouen à Abbeville, à proximité immédiate de son intersection avec l'A29 (Beuzeville - Le Havre - Amiens - Saint-Quentin).

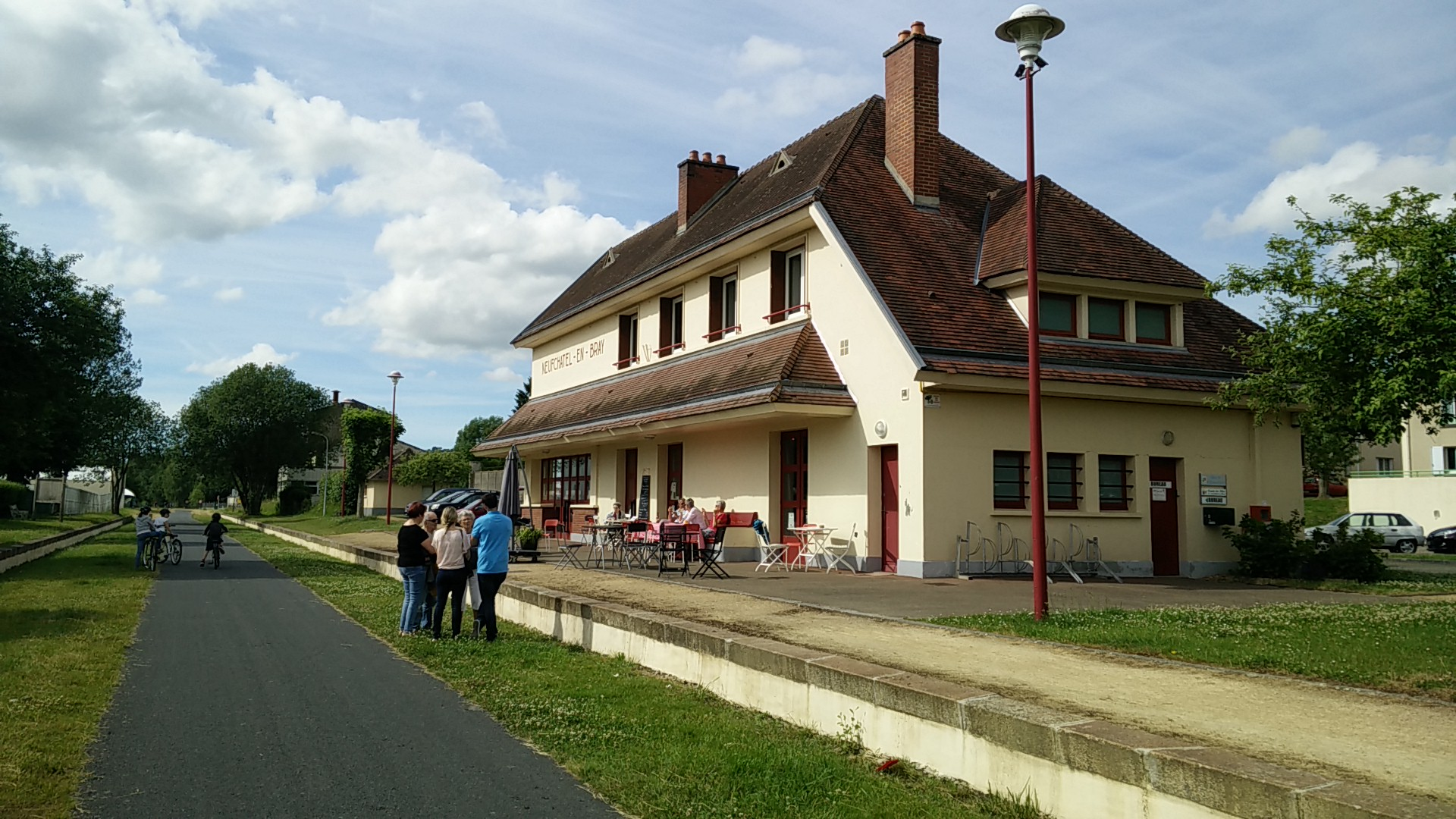
L'ancienne gare de Neufchâtel-en-Bray au bord de l'Avenue verte.

La commune a perdu sa gare, la ligne Paris-Saint-Lazare - Dieppe ayant été fermée entre Serqueux et Dieppe, fermeture jugée illégale par le tribunal administratif. Désormais, l'ancienne voie a été remplacé par l'Avenue verte, une voie ludique pour les piétons, cycliste ou autres véhicules non motorisés.
Neufchâtel-en-Bray est desservie par des autocars TER Normandie reliant Dieppe à Gisors-Embranchement via Serqueux. La gare de Neufchâtel-en-Bray, qui avait été reconstruite dans un style local après les destructions de la Seconde Guerre mondiale, est devenue un lieu d'exposition tandis que la plate-forme ferroviaire est devenue un maillon de l'Avenue verte.

## Toponymie
Le nom de la localité est attesté sous les formes Drincurt en 1040 - 1047, Druoncurt en 1152, Drioncurt en 1174 - 1188 et Driencurt, forme la plus fréquente au XIIe siècle souvent altérée en Lincourt. Ce toponyme ancien disparait définitivement au XVe siècle.
Il s'agit d’une formation toponymique médiévale précoce en -court au sens de « cour de ferme → ferme » précédé du nom de personne germanique Drugo, décliné au cas régime comme c'est toujours le cas pour les noms en -court et qu'on retrouve dans le patronyme Druon. Le sens global est « ferme, propriété rurale de Drugo ». Driencourt avait pour homonyme Driencourt (Somme). Les noms en -court sont antérieurs à la formation du duché de Normandie et correspondent à l'expansion initiale des Francs en Gaule.
L'ancienne paroisse de Nogent, du celtique Novientum « nouvel établissement » (peut-être le nom gaulois primitif du lieu) a été rattachée à Neufchâtel.
Le nom actuel de Neufchâtel se réfère initialement à un château qu'y fit construire au XIIe siècle Henri Ier Beauclerc, duc de Normandie. En effet, on rencontre la forme francisée Chastel-Nof chez Benoît de Sainte-Maure vers 1135 puis la forme normande Neufcastel dès le XIIIe siècle ; et ce conjointement à Driencourt jusqu'au XVe siècle également.
Une prononciation, fréquente depuis le XXe siècle « neufchatel », est motivée par une lecture littérale du toponyme apparue avec l'instruction publique (cf. Isneauville, Seine-Maritime). Cependant, on prononce traditionnellement « neuchatel » [nœʃatɛl]. D'ailleurs, l'édition de 1852 du Glossaire du patois brayon de l'abbé Jean-Eugène Decorde indique sur la première page la ville de Neuchatel comme endroit où l'on peut se procurer l'ouvrage. En effet, le [f] devant une consonne s'est régulièrement amuï (on ne le prononce plus) dès la fin du Moyen Âge, comme dans les noms de lieux homonymes Neuchâtel de l'Est de la France et de la Suisse, ainsi que dans les toponymes régionaux Neufbosc (prononcé « neuboc », le Neubosc 1715, à 13 km de Neufchâtel), Neuf-Marché et le Neubourg (Eure, Neufbourc / Neufbourt 1401). En outre, la grammaire de Serreau et Boussi de 1824 indique que le -f de neuf (numéral) ne se prononce normalement pas devant une consonne.
Son nom normand Neufcâtel-en-Bray, est souvent abrégé en el Câtel (avec l'l final muet, Câtel étant prononcé Câté et parfois orthographié en conséquence Câtet) par ses habitants et les gens des environs.
Ce toponyme connaît un hypocoristique « neuneu », répandu parmi certains habitants. Ce phénomène onomastique est suffisamment rare pour être signalé ; en revanche il reste l'appellation familière du fromage éponyme.
Remarque : homonymie avec différents Neufchâtel dont des formes anciennes post-médiévales révèlent l'amuïssement de [f] dans cette position, dont Neufchâtel-sur-Aisne (Aisne, Neuschatel 1663); Neufchâtel-Hardelot (Pas-de-Calais, Neuchastel 1679); Neufchâtel-en-Saosnois (Sarthe, Neufchatel ; Neuchâtel 1765).
Le déterminant complémentaire en-Bray se réfère à sa situation dans le pays de Bray normand et permet de le différencier d'avec les nombreux autres Neufchâtel (cf. ci-dessus).

## Histoire

### Antiquité
L'origine de la ville remonte à l'époque gallo-romaine, quand une bourgade s'établit sur les bords de la Béthune, appelée alors la Telle. Cette nouvelle agglomération, peut-être Novientum (> Nogent), prend de l'importance et se développe en amont de la rivière.

### Moyen Âge
Vers le IVe – Ve siècle, les Francs commencent à s'installer dans le pays de Bray comme en témoignent les premières fouilles menées par l'abbé Cochet. Ils se mêlent à la population gallo-romaine et le nom de Drincourt apparaît.
Au IXe siècle, Drincourt est un bourg important où une première église est édifiée dans la partie la plus ancienne de la ville : l'église Saint-Pierre.
Au XIe siècle, afin de contrôler la limite septentrionale du duché, le duc de Normandie et roi d'Angleterre Henri Ier Beauclerc établit en 1106 dans le haut du bourg, au sommet du coteau, surplombant la ville, un château neuf (neuf castel) à vocation défensive, à l'abri duquel va pouvoir de se développer la ville forte. Le château primitif (château Vieux) situé au chevet de l'église Notre-Dame, englobé par la ville et à vocation résidentielle perdura jusqu'aux guerres de Religions avant de disparaître, par manque d’entretien au milieu du XVIe siècle.
Deux nouvelles églises s'élèvent : l'église Notre-Dame au XIIe siècle puis l'église Saint-Jacques au XIIIe siècle, montrant à la fois un enrichissement et un accroissement conséquent de la population pendant cette période.
La ville, de par son importance et sa position géographique stratégique près des marches de Normandie, va subir au fil des siècles de nombreux sièges. Emportée en 1167 par Louis VII le Jeune, roi de France, qui la livre au pillage, Neufchâtel est prise de nouveau en 1174 par le comte de Flandre, qui la pille également. En 1189, Jean de Ponthieu prend Neufchâtel et dévaste une partie de la Normandie afin de se venger d'Henri II Plantagenêt, duc de Normandie.
Lorsqu'à l'issue de la troisième croisade, Richard Cœur de Lion est retenu prisonnier par l'empereur du Saint-Empire romain germanique Henri VI, l'occasion apparaît trop belle pour le souverain français qui, en 1193, se rend maître de la place et en confie la garde à Jean sans Terre, le frère de Richard Cœur de Lion.
En 1201, Jean sans Terre reprend la cité. À la suite de la confiscation (commise) de l'ensemble des possessions française de Jean sans Terre par jugement du 28 avril 1202, Philippe Auguste, un mois plus tard, commence par prendre le contrôle des places possessions du comte d'Eu : Eu, Drincourt (Neufchâtel-en-Bray), Mortemer et Lyons-la-Forêt.
L'armée anglaise d'Henri V s'empare de Neufchâtel la même année que Rouen et elle sera reprise comme cette dernière en 1449 par les Français, avant la victoire finale de Formigny en 1450 et la prise de Cherbourg, mettant fin à la guerre de Cent Ans dans cette partie de la région. À peine relevée de ses ruines, Charles le Téméraire, duc de Bourgogne, se présente à son tour pour assiéger la ville en 1472 et ne se retire qu'après l'avoir réduite en cendres.

### Temps modernes

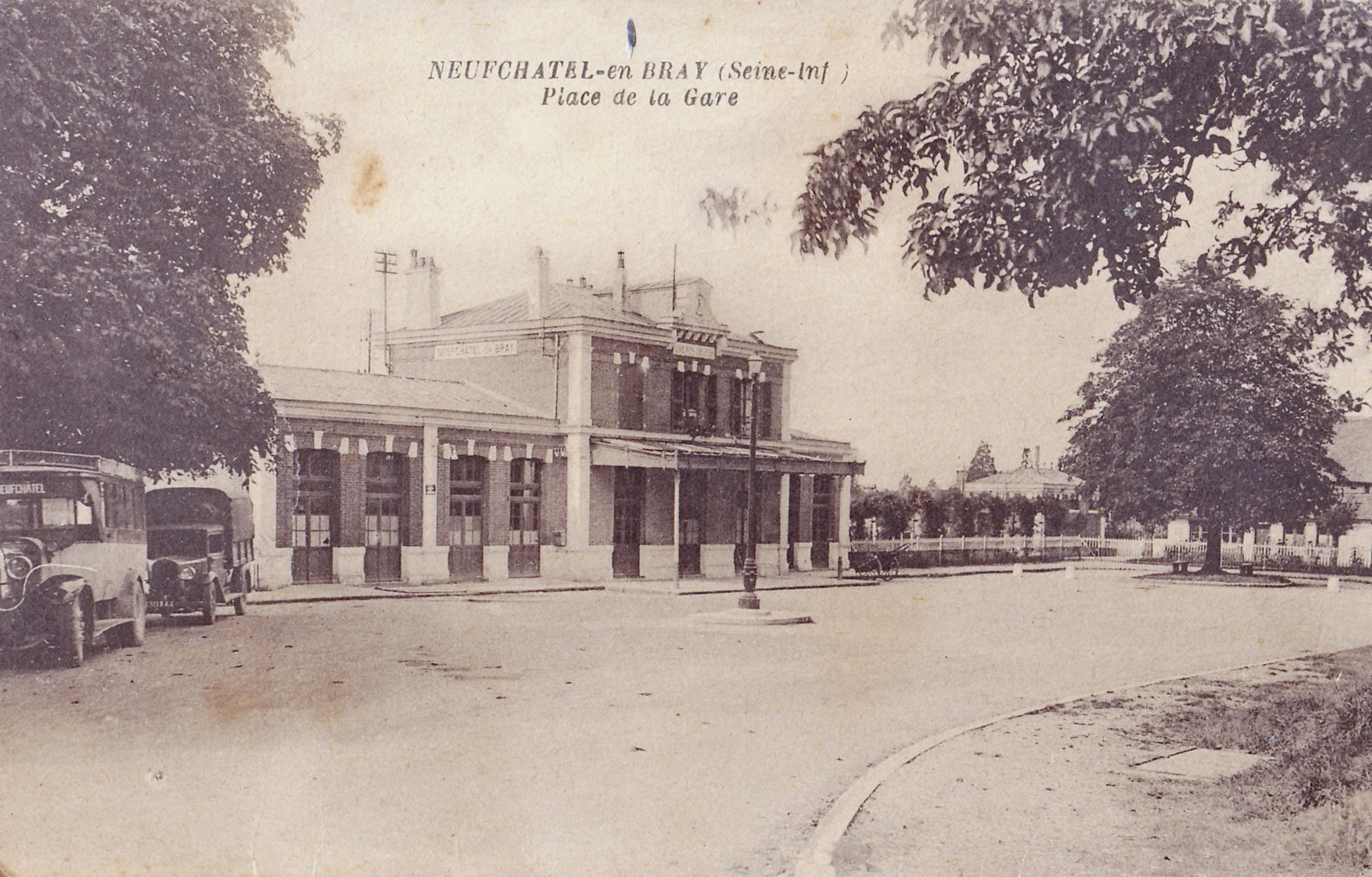
La ville disposa d'une gare sur la liaison Paris - Dieppe de 1872 à 1988.

Les guerres de Religion n'épargnent pas non plus la cité et Henri IV ordonne le démantèlement des fortifications du château en 1596. Les fortifications de Neufchâtel seront démantelées en 1616.

### Révolution française et Empire
Neufchâtel est le chef-lieu du district de Neufchâtel de 1790 à 1795.

### Époque contemporaine
La ville est occupée pendant un mois par l'armée prussienne, durant la Guerre franco-prussienne de 1870.
Pendant la Première Guerre mondiale, Neufchâtel accueille un hôpital civil de la Croix-Rouge américaine.
Le 10 septembre 1926, l'arrondissement de Neufchâtel est supprimé par un décret Poincaré.

#### Seconde Guerre mondiale
Le centre-ville est bombardé le vendredi 7 juin 1940, pendant la Bataille de France lors de la Seconde Guerre mondiale, détruisant 80 % de la ville. 800 des 1 200 maisons qui la composaient furent anéanties, faisant ainsi de Neufchâtel-en-Bray l'une des trois villes brayonnes les plus durement éprouvées au cours de la dernière guerre.
Lors du bombardement du 7 juin 1940, la quasi-totalité des collections du musée et de la bibliothèque de Neufchâtel (qui comprenait environ 10 000 ouvrages), situés tous deux au deuxième étage de l’hôtel de ville (à l’emplacement de l’actuelle halle au beurre), est détruite. Parmi les rares éléments subsistant figurent la bible de Foucarmont, un manuscrit en cinq volumes sur vélin, datant du XIIIe siècle, ornée d’environ 150 enluminures qui provenait de l’ancienne bibliothèque de Neufchâtel et qui est désormais préservée par le musée Mathon-Durand.
Neufchâtel-en-Bray est l'une des 498 communes martyres de Normandie détruites dans les combats ayant permis la libération de la France et de l’Europe et est donc après-guerre une ville à reconstruire. C'est l'architecte urbaniste Robert Auzelle qui sera désigné en 1941 par le ministère de la Reconstruction pour réaliser le plan du futur Neufchâtel.
En 1946 est créée la cité commerciale de la gare pour pallier la disparition des commerces du centre, dans l'attente de la reconstruction du centre-ville. À l'époque, Il y avait la recette des impôts et 32 commerces. En 1955, les magasins sont transformés en logements et les bâtiments sont démolis en plusieurs tranches jusqu'en 1987.
Le 11 novembre 1948, la ville est décorée de la croix de guerre 1939-1945.
En 1952, Robert Auzelle est également chargé, avec l'assistance de Louis Roulle, de la réalisation du centre administratif, composé de quatre bâtiments regroupés dans un même lieu : le théâtre, le palais de justice, l'hôtel de ville et la salle des fêtes.
Le 9 avril 1962, Neufchâtel prend le nom de Neufchâtel-en-Bray.

## Politique et administration

### Rattachements administratifs et électoraux
Après avoir été chef-lieu de l'arrondissement de Neufchâtel, la commune se trouve depuis 1926 dans l'arrondissement de Dieppe du département de la Seine-Maritime (dénommée Seine-Inférieure jusqu'en 1955). Pour l'élection des députés, elle fait partie depuis 2012 de la sixième circonscription de la Seine-Maritime.
Elle était depuis 1793 le chef-lieu du canton de Neufchâtel-en-Bray. Dans le cadre du redécoupage cantonal de 2014 en France, la commune devient le bureau centralisateur de ce canton, qui est modifié et agrandi.

### Intercommunalité
La commune était le siège de la communauté de communes du Pays Neufchâtelois, créée au 1er janvier 1997 par transformation de l'ancien SIVOM de Neufchâtel, constitué le 26 octobre 1977.
Dans le cadre de l'approfondissement de la coopération intercommunale prévu par la Loi portant nouvelle organisation territoriale de la République (Loi NOTRe) du 7 août 2015, cette intercommunalité fusionne avec la communauté de communes de Saint-Saëns-Porte de Bray et huit communes issues de la communauté de communes du Bosc d'Eawy pour former au 1er janvier 2017 la communauté Bray-Eawy, dont la commune est désormais membre.

### Tendances politiques et résultats
Au premier tour des élections municipales de 2014 dans la Seine-Maritime, la liste DVD menée par le maire sortant Xavier Lefrançois a obtenu la majorité absolue des suffrages exprimés, avec 1 661 voix (75,81 %, 75,81 %, 24 conseillers municipaux élus dont 6 communautaires), devançant largement la liste PS menée par Sylvie Daniel, qui a obtenu 530 voix (24,19 %, 3 conseillers municipaux élus). Lors de ce scrutin, 31,87 % des électeurs se sont abstenus.
Lors du premier tour des élections municipales de 2020 dans la Seine-Maritime, la liste LR menée par le maire sortant Xavier Lefrançois obtient la majorité absolue des suffrages exprimés, avec 1 127 voix (71,51 %, 24 conseillers municipaux élus dont 10 communautaires), devançant largement la liste DVG menée par Joël Lacaille (449 voix, 28,48 %, 3 conseillers municipaux élus dont 1 communautaire).
Lors de ce scrutin marqué par la crise de la pandémie de Covid-19 en France, 52,61 % des électeurs se sont abstenus.

### Liste des maires
| Période                                  | Période                       | Identité                                                  | Étiquette                | Qualité |
| ---------------------------------------- | ----------------------------- | --------------------------------------------------------- | ------------------------ | --- |
| Les données manquantes sont à compléter. |                               |                                                           |                          | |
| 17XX                                     | 17XX                          | Jacques-Louis Pinel                                       |                          | |
| 1805                                     |                               | Charles Lemercier de Longpré                              |                          | Baron d'Haussez Député de Seine-Inférieure (1815 → 1816 et 1827 → 1830) Ministre de la Marine et des Colonies (1829 →1830) |
| 1817                                     |                               | Henry Louis Martin de Villers                             | Majorité ministérielle   | Député de Seine-Inférieure (1824 → 1827) |
| Les données manquantes sont à compléter. |                               |                                                           |                          | |
| vers 1830                                |                               | Nicolas Pierre Brice Tirebarbe d'Aubermesnil Mort en 1845 |                          | |
| 1830                                     | 1848                          | Joseph Denoyelle                                          |                          | Avocat Conseiller général de Neufchâtel-en-Bray (1833 → 1852) |
| 1870                                     | 1874                          | Joseph Denoyelle                                          | Républicain              | Avocat Conseiller général de Neufchâtel-en-Bray (1861 → 1879) |
| 1877                                     | 1879                          | Joseph Denoyelle                                          | Républicain              | Avocat Conseiller général de Neufchâtel-en-Bray (1861 → 1879) Décédé en fonction |
|                                          |                               | Eugène Brichet                                            |                          | Conseiller général de Neufchâtel-en-Bray (1879 → 1886) |
| 1886                                     |                               | Turquet                                                   |                          | |
|                                          |                               | Bénoni Delahaye                                           | Républicain              | Conseiller général de Neufchâtel-en-Bray (1892→ 1898) |
| mai 1935                                 | 1940                          | Alfred Lemarchand                                         |                          | |
| 1940                                     |                               | Albert Charvet                                            |                          | |
| Les données manquantes sont à compléter. |                               |                                                           |                          | |
| septembre 1945                           | 1954                          | Fernand Langlois                                          |                          | Conseiller général de Neufchâtel-en-Bray (1945 → 1961) |
| 1954                                     | mars 1959                     | Édouard-Alfred Martel                                     |                          | |
| mars 1959                                | mars 1983                     | Charles Ferrant                                           | MRP puis CD puis UDF-CDS | Fonctionnaire aux PTT, Sénateur de la Seine-Maritime (1968 → 1977) Conseiller général de Neufchâtel-en-Bray (1961 → 1992) . |
| mars 1983                                | juin 1995                     | Jean Wattré                                               | Droite                   | Notaire |
| juin 1995                                | mars 2008                     | Maurice Mouquet                                           | PS                       | Directeur d'école |
| mars 2008                                | En cours (au 23 janvier 2023) | Xavier Lefrançois                                         | LR                       | Agriculteur Conseiller régional (2010 → ) Vice-Président de la CC du Pays Neufchâtelois (2014 → 2017) Vice-président de la CC Communauté Bray-Eawy (2017 → ) Commandeur de l'Ordre du mérite agricole Réélu pour le mandat 2020-2026, |

### Distinctions et labels
En 2018, la commune a obtenu sa première fleur au Concours des villes et villages fleuris et, en 2022, sa deuxième fleur.
Neufchâtel a été labellisé en 2020 Village étape, première commune de Seine-Maritime à obtenir cette distinction et qui garantit aux voyageurs, notamment à ceux circulant sur l'autoroute A28, l'assurance de disposer de tous les commerces et services nécessaires à une pause sur la route (restauration, hôtellerie, café, boulangerie, aire de jeux, de pique-nique, WC…),.

### Politique de développement durable
Une étude de faisabilité en vue de la création d'un parc naturel interrégional du Pays de Bray est engagée en 2021 par les pôles d'équilibre territorial et rural (PETR)) du Pays de Bray — dont le président est Xavier Lefrançois, maire de Neufchâtel — et du Grand Beauvaisis, afin de mettre en avant le patrimoine brayon, son environnement, ses AOP… en vue du développement économique et touristique du territoire. Ce parc pourrait concerner 235 000 habitants, 331 communes, 7 intercommunalités, 2 régions, 2 départements, pour une surface de 310 000 hectares.
Des jardins ouvriers sont aménagés dans la commune,.
Un verger-conservatoire permet depuis 2016 de préserver et de valoriser le patrimoine fruitier local des variétés anciennes de pommiers, poiriers et pruniers, comme la Grand Alexandre, la pomme Bénédictin, le gros pendu gris, le Bon père, la Curé et la Fisée... 21 arbres y ont été plantés, près de la chapelle Sainte-Radegonde

### Jumelages
- Whitchurch, comté de Shropshire (en) (Angleterre) depuis 1975.

### Internet
Afin d'améliorer l'attractivité du bourg, la municipalité décide d'équiper son centre d'un réseau Wi-Fi public gratuit, opérationnel en mai 2017.

## Équipements et services publics

### Enseignement

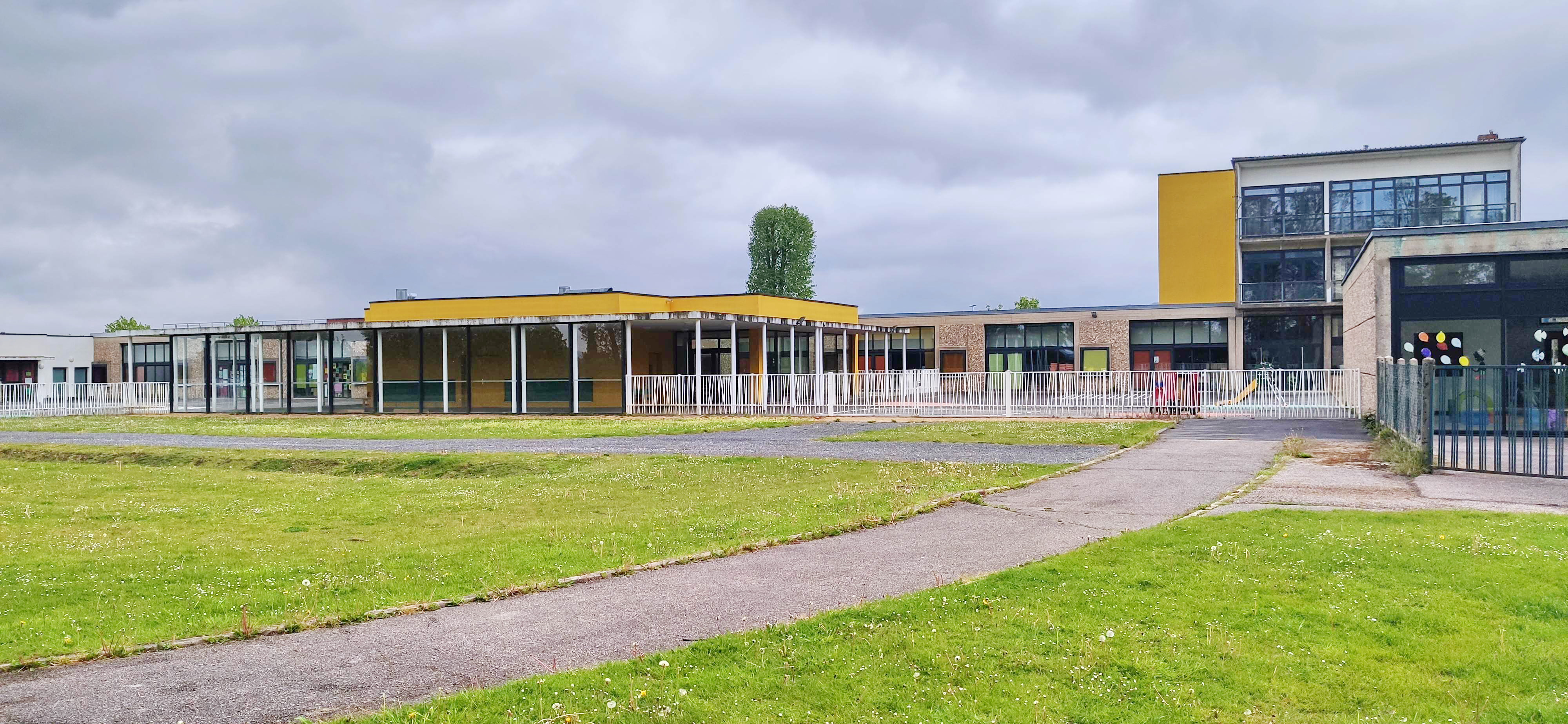
La Cité scolaire.

La commune dispose d'une cité scolaire regroupant trois lycées (lycée d'enseignement général, lycée professionnel et lycée professionnel agricole (LPA Pays de Bray)), un collège (Albert-Schweitzer), une école primaire (13 classes) et une école maternelle (7 classes).
En 2019, la création d'un établissement fusionnant l'ancienne école privée Saint-Jacques à Neufchâtel-en-Bray et le collège privé Saint-Joseph à Mesnières-en-Bray est envisagée pour 2021.
Un accueil de loisirs ouvert le mercredi est mis en place depuis 2018 par l'intercommunalité
Une micro-crèche de 10 berceaux ouverte en 2015 accueille les tout-petits de Neufchâtel, ainsi que deux Relais d'assistantes maternelles (RAM)

### Équipements culturels
La commune possède un cinéma, le Normandy (rénové en 2019), un musée et un théâtre récemment rénové ainsi qu'une médiathèque, installée dans l'ancienne maison du sénateur-maire (1959-1983) Charles Ferrant et regroupant plus de 20 000 documents (livres, CD, DVD, accès Internet et Wi-Fi), dotée en 2021 d'une ludothèque de prêt.
Le centre social l’Escall est implanté dans une ancienne maison de maître, agrandie en 2021. Avec la médiathèque, l'école de musique, le rucher école du Pays de Bray, ils pourraient constituer un important« un pôle socioculturel ».

### Équipements sportifs
La commune possède des équipements sportifs (gymnases, piste d'athlétisme Albert-Fertel, dojo). Le dojo a été nommé en l'honneur du champion olympique de judo David Douillet. L'un des gymnases a été nommé en l'honneur du pilote français Jean-Luc Thérier. La plaine de jeux est dotée d'un skate-park
Le centre aquatique Aqua-Bray, ouvert en 2020 par l'intercommunalité, est administré par le groupe Prestalis et remplace l'ancienne piscine communale fermée en 2017. Il est structuré autour de plusieurs espaces : ludique, natation, activités et bien-être.

### Santé
La commune dispose d'un hôpital local, le centre hospitalier Fernand Langlois, où se trouve une maison de retraite médicalisée, la résidence NeufCastel, d'une maison de santé, d'un centre de radiologie et d'un laboratoire d'analyses médicales.
Une antenne du service d'éducation spéciale et de soins à domicile (SESSAD) destiné aux enfants du Pays de Bray de moins de 20 ans présentant un large éventail de difficultés, a été créé en 2018.

### Justice, sécurité, secours et défense
Ancien chef-lieu de l'arrondissement de Neufchâtel, la ville a gardé jusqu'à la réforme Dati, en 2009-2010, un tribunal d'instance et un tribunal de commerce.
Neufchâtel-en-Bray dispose d'une police municipale, équipée en 2016 de gilets pare-balles, bombes lacrymogènes et bâtons de défense télescopique, ainsi que d'une brigade de gendarmerie.
La commune est dotée depuis 2019 d'une vingtaine de caméras de vidéosurveillance, parc qui pourrait être accru en 2021 et doté de moyens de vision nocturne,.
Elle a adhéré au dispositif voisins vigilants.

## Population et société

### Démographie
L'évolution du nombre d'habitants est connue à travers les recensements de la population effectués dans la commune depuis 1793. Pour les communes de moins de 10 000 habitants, une enquête de recensement portant sur toute la population est réalisée tous les cinq ans, les populations de référence des années intermédiaires étant quant à elles estimées par interpolation ou extrapolation. Pour la commune, le premier recensement exhaustif entrant dans le cadre du nouveau dispositif a été réalisé en 2005.

En 2022, la commune comptait 4 671 habitants, en évolution de −1,08 % par rapport à 2016 (Seine-Maritime : +0,35 %, France hors Mayotte : +2,11 %).
| 1793  | 1800  | 1806  | 1821  | 1831  | 1836  | 1841  | 1846  | 1851  |
| ----- | ----- | ----- | ----- | ----- | ----- | ----- | ----- | ----- |
| 3 600 | 2 898 | 3 063 | 3 196 | 3 430 | 3 463 | 3 572 | 3 365 | 3 602 |

| 1856  | 1861  | 1866  | 1872  | 1876  | 1881  | 1886  | 1891  | 1896  |
| ----- | ----- | ----- | ----- | ----- | ----- | ----- | ----- | ----- |
| 3 483 | 3 564 | 3 616 | 3 641 | 3 651 | 3 777 | 3 832 | 4 006 | 4 133 |

| 1901  | 1906  | 1911  | 1921  | 1926  | 1931  | 1936  | 1946  | 1954  |
| ----- | ----- | ----- | ----- | ----- | ----- | ----- | ----- | ----- |
| 4 179 | 4 293 | 4 195 | 4 013 | 4 128 | 4 055 | 4 148 | 3 777 | 4 838 |

| 1962  | 1968  | 1975  | 1982  | 1990  | 1999  | 2005  | 2006  | 2010  |
| ----- | ----- | ----- | ----- | ----- | ----- | ----- | ----- | ----- |
| 5 590 | 5 883 | 5 814 | 5 498 | 5 322 | 5 103 | 4 937 | 4 946 | 4 827 |

| 2015  | 2020  | 2022  | - | - | - | - | - | - |
| ----- | ----- | ----- | - | - | - | - | - | - |
| 4 728 | 4 646 | 4 671 | - | - | - | - | - | - |

### Sports et loisirs
Un club de spéléologie s'est créé en 2020. L’Entente cycliste neufchâteloise, qui a succédé en 2010 au Vélo club du pays neufchâtelois (VCPN), permet aux cyclistes l'exercice de leur sport. On peut également signaler le Bray Handball

### Manifestations culturelles et festivités
La foire Saint-Martin a lieu début novembre, la Fête du fromage le troisième dimanche de septembre.
Concerts d'été : chaque été, la municipalité organise des concerts gratuits en centre-ville.
Féodales de Neufcastel : tous les deux ans, la ville organise une fête médiévale regroupant un grand marché et de nombreuses animations. La 5e édition a eu lieu en avril 2018
La 9e édition du salon du livre ancien de Neufchâtel a eu lieu le 16 février 2020

### Cultes
Outre l'église catholique, les Témoins de Jéhovah de Neufchâtel-en-Bray font construire en 2020/2021 un lieu de culte route de Gaillefontaine. L'Église apostolique de Gaillefontaine prévoit d'en faire de même dans les anciens locaux des sapeurs-pompiers sur le Pont-route en 2021.

## Économie

### Entreprises et commerces
- Fromagerie (neufchâtel).

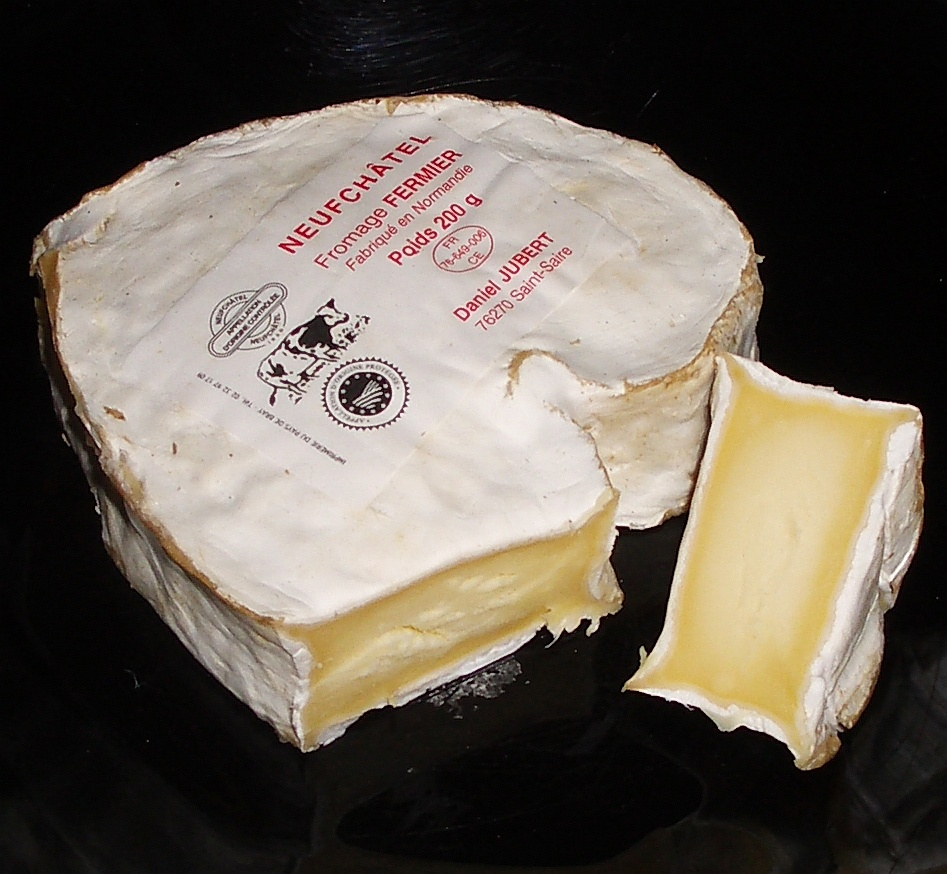
Le neufchâtel est le fromage emblématique de la ville.

- Antenne de la Chambre de commerce et d'industrie de Rouen.

La ZA Sainte-Radegonde est aujourd'hui remplie[Quand ?]. Les prochaines implantations auront donc lieu sur la zone des Hayons à Esclavelles[réf. nécessaire].
En termes d'emploi, la ville est marquée par une prépondérance de l'emploi public avec, en 2010, l’hôpital (210 emplois), le lycée (200 emplois), la commune (130 emplois) et le collège (80 emplois).
La laiterie Gervais puis Danone (fabrication de Petits-Suisses, entreprise historique de la ville, a fermé en 2008 en se regroupant au sein de la laiterie de Ferrières-en-Bray. Sur l'emplacement de l'entreprise (7 ha) a été installée à partir de 2011 une zone commerciale, la « zone commerciale et artisanale du Pays de Bray », complémentaire, selon la municipalité, des commerces en centre-ville
Le secteur privé est principalement représenté par le Centre Leclerc (120 emplois) et, dans la zone d'activités, les entreprises Celec (100 salariés environ en 2021, spécialisée dans les automatismes sanitaires), Mecanolav Ridel (spécialisée dans le nettoyage de pièces mécaniques (43 salariés en 2019)), Grosse Équipement et Peltier Nettoyage (plus de 30 emplois chacune), suivies de CTN Réseaux (28 salariés), MRE, Poixblanc Charpentes, Bastéa constructeur, Guérard (une vingtaine d'emplois chacun), ainsi que d'un tissu artisanal et commercial de petites entreprises.
Un supermarché et deux hard-discounters sont regroupés dans la zone de la Grande Flandre, un autre hard-discounter étant installé en centre-ville. Le marché hebdomadaire a lieu le samedi matin.
Le centre des expositions la Boutonnière, agrandi en 2021, accueille marché aux bestiaux, expositions, vide-greniers, forums, lotos, rassemblements, concerts...

## Culture locale et patrimoine

### Lieux et monuments
- Église Notre-Dame, des XIIe, XIIIe et XVIe siècles[87],[88] :
Deuxième église édifiée à Neufchâtel-en-Bray à partir de 1130, l'église Notre-Dame est classée au titre des monuments historiques par arrêté du 9 mai 1914. De l'église romane primitive subsiste, visible uniquement de l'extérieur, la base de l'ancienne tour-lanterne, située à la croisée du transept, présentant des arcs en plein cintre retombant sur des chapiteaux simples. Transformée au XIIIe siècle et agrandie au cours des siècles suivants, l'église Notre-Dame de Neufchâtel-en-Bray est durement touchée lors de l'incendie de la ville par Charles le Téméraire en 1472. La nef est reconstruite durant la première moitié du XVIe siècle.

Durant la Seconde Guerre mondiale, lors de la bataille de France, le 7 juin 1940, l'église n'est pas épargnée par les bombardements allemands : une bombe tombe sur le transept, des bombes incendiaires mettent le feu à la toiture, aux combles, transformant l'église en un immense brasier. Sa restauration est entreprise en 1950 sous la direction des Monuments historiques.

L'église Notre-Dame
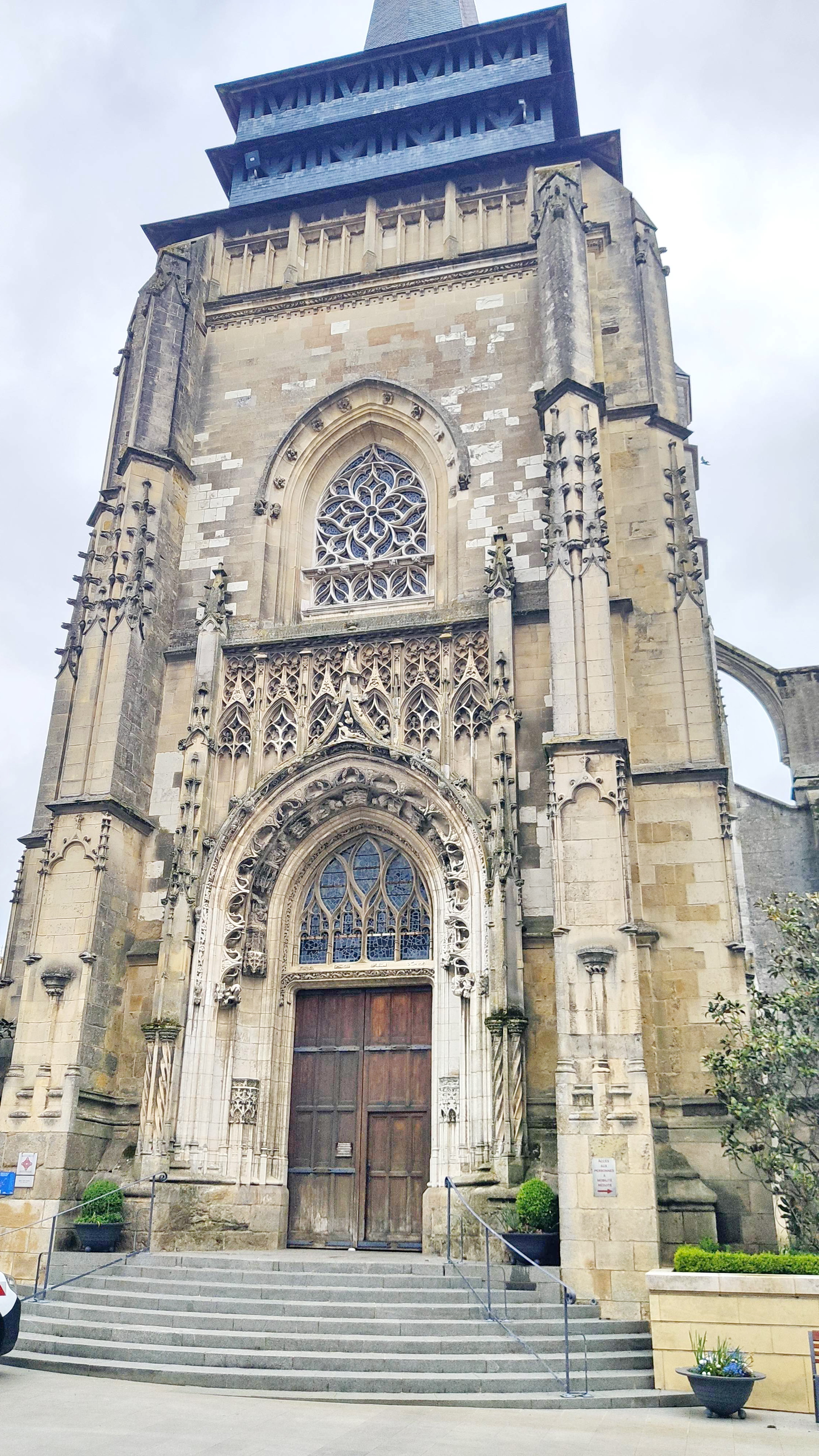
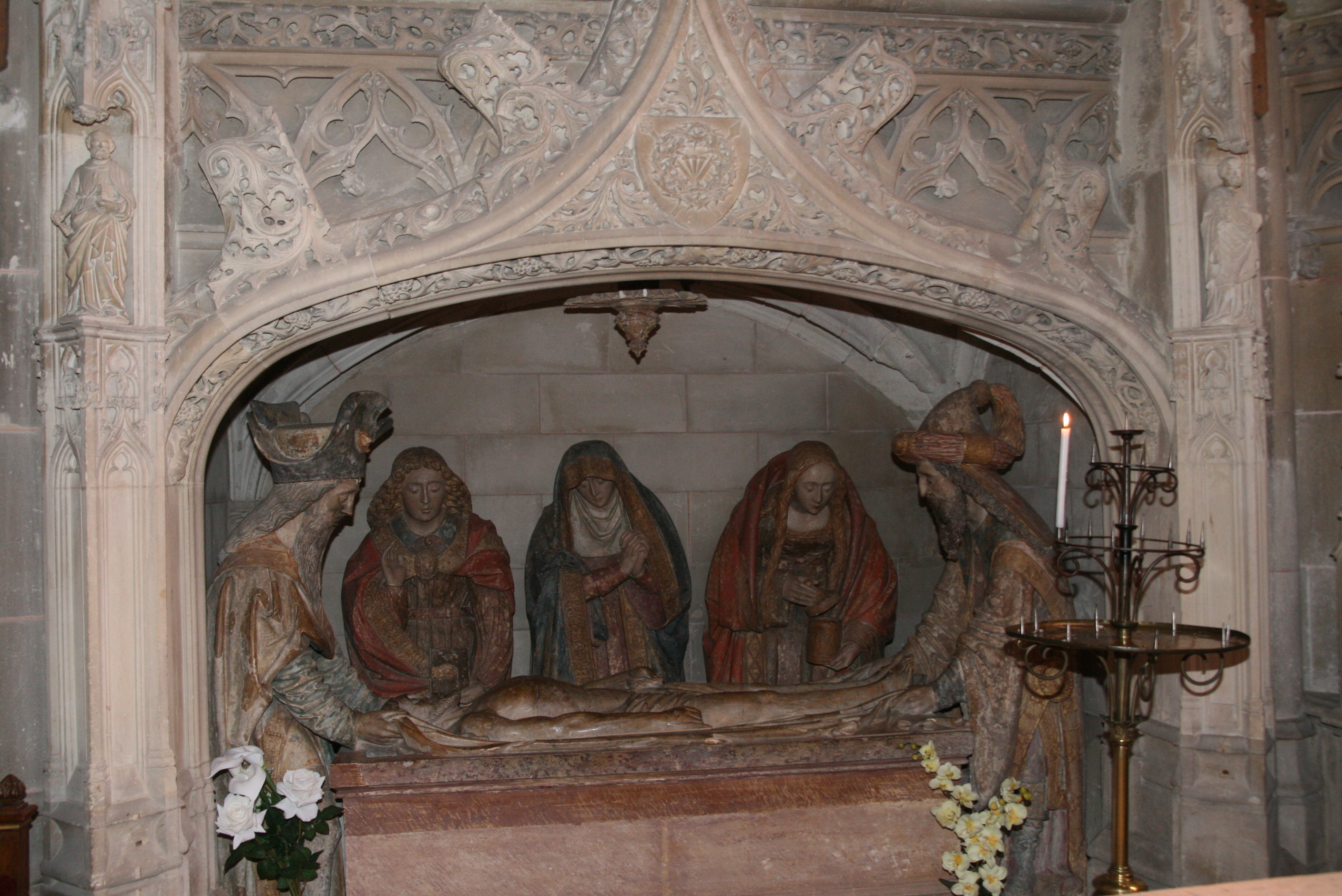
Sépulcre de l'église Notre-Dame.
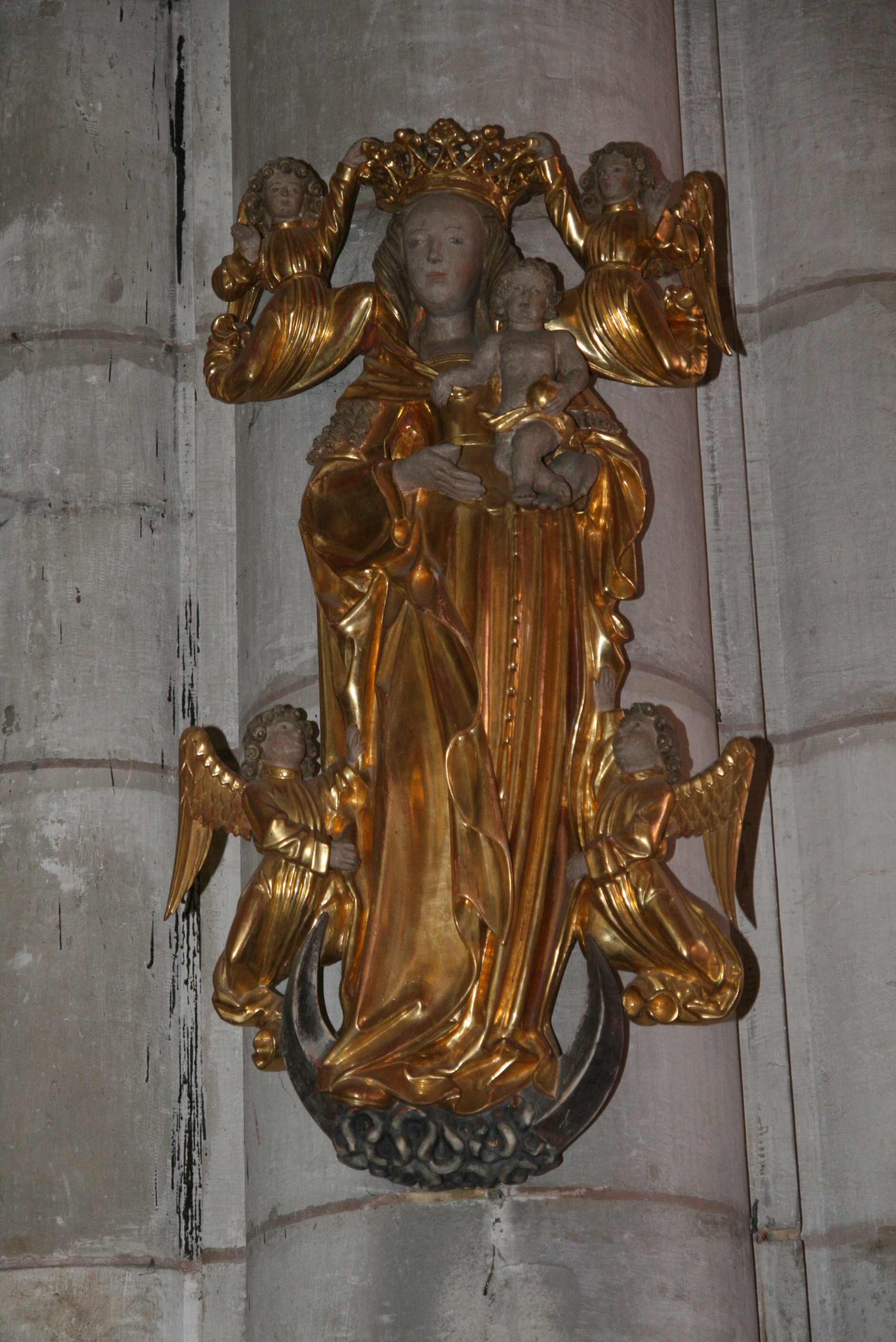
Couronnement de la Vierge, bois polychrome, XVe siècle.
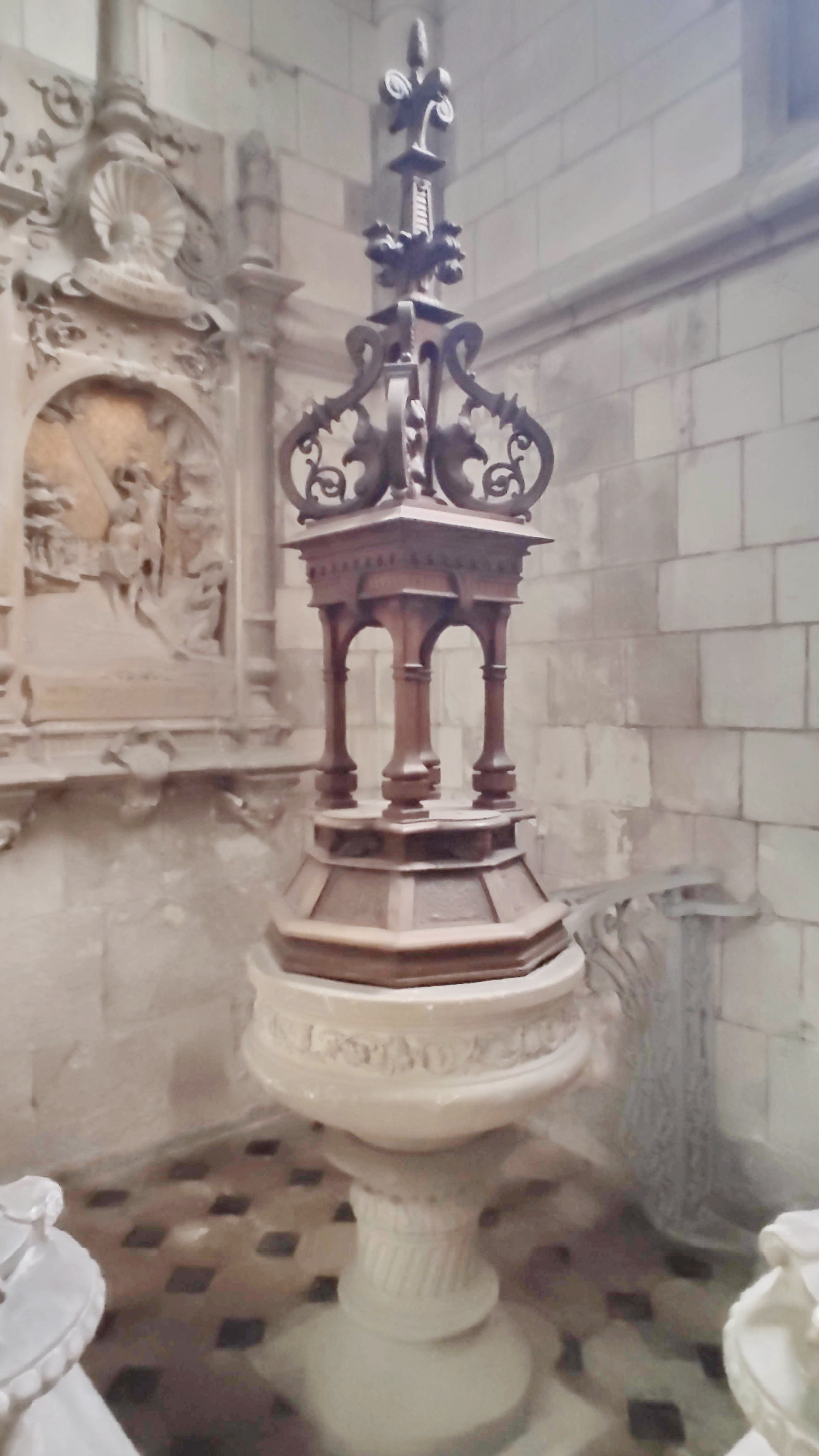
Fonts baptismaux
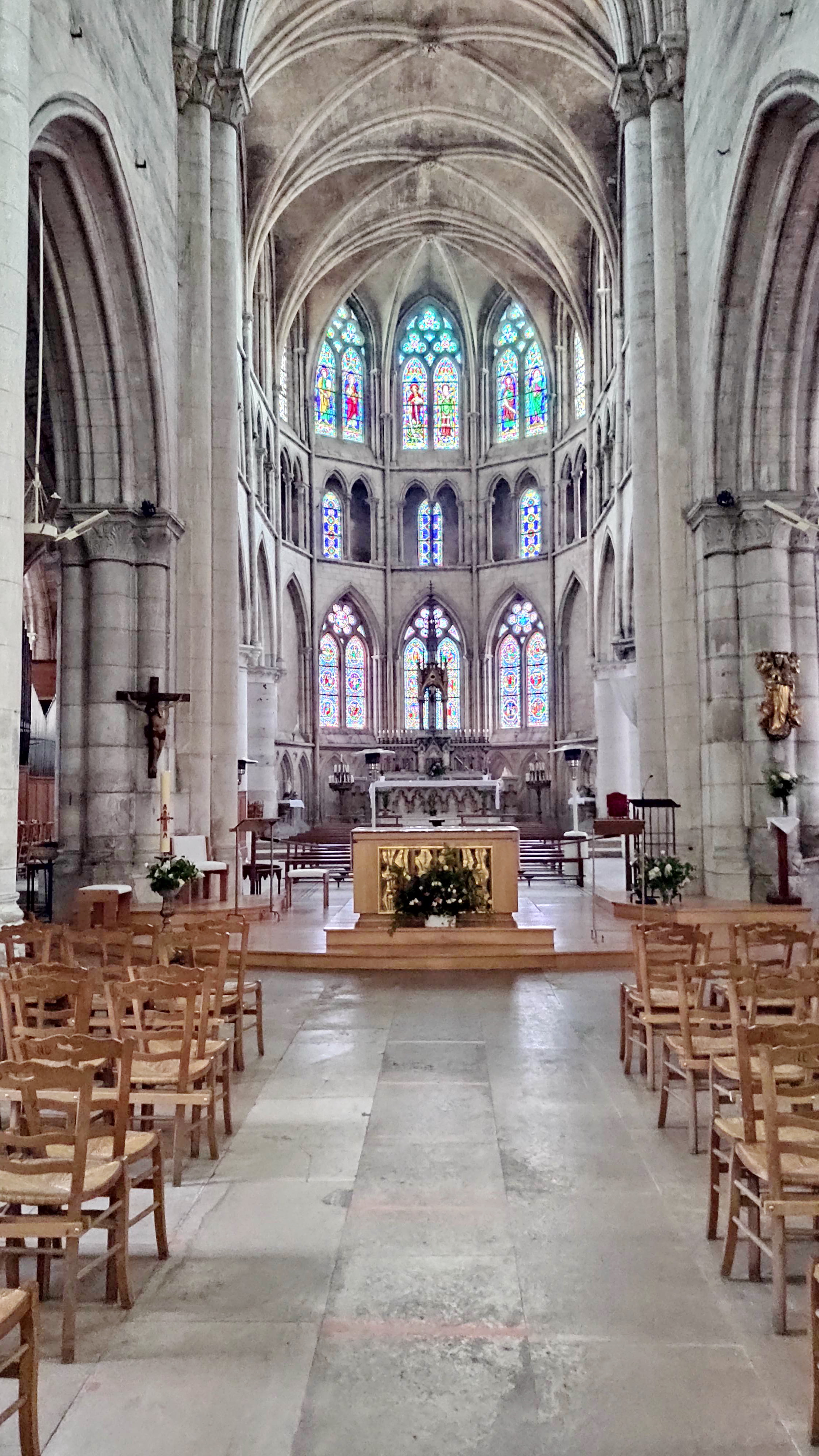
Le chœur gothique
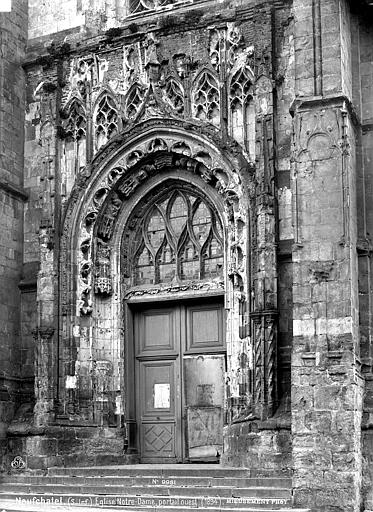
Le portail ouest vers 1900
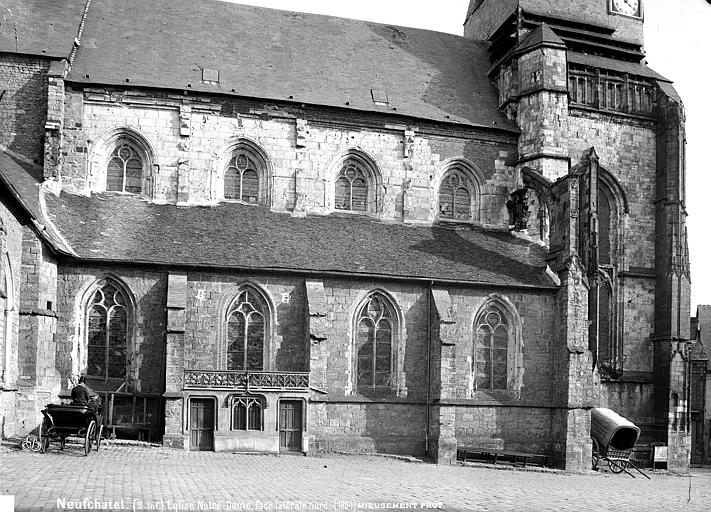
La façade nord vers 1900
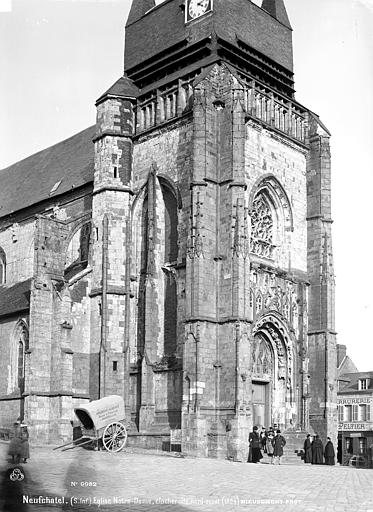
La tour-clocher, vers 1900

- Musée des Arts et Traditions Populaires Mathon-Durand, 53 Grande Rue Saint Pierre, classé Musée de France[89],[90] :
Classé « Musée de France » et situé au centre de Neufchâtel-en-Bray, à quelques pas de l’Avenue Verte London-Paris, dans la plus ancienne maison bourgeoise à pans de bois et encorbellement datant de la fin du XVIe siècle qui subsiste dans la Ville, le musée des Arts et Traditions Populaires Mathon Durand présente aux visiteurs l’histoire et les traditions de Neufchâtel-en-Bray et du Pays de Bray à travers ses collections riches et variées uniques sur le plan local, s’étalant de la préhistoire jusqu’au début du XXe siècle. 
Les collections se déploient sur 4 niveaux. Dans la cave voûtée d’origine est reconstitué un espace consacré au plus vieux fromage AOP de Normandie : le Neufchâtel. Le rez-de-chaussée et le 1er étage regroupent les collections d’archéologie, art militaire, art sacré, ethnographie, numismatique, céramique, arts décoratifs, mobilier, métiers disparus tels que l’arracheur de dents, la reconstitution d’un intérieur brayon…
Puis au 2e étage, sous la magnifique charpente d’origine, le musée propose aux visiteurs de découvrir une maquette représentant la ville de Neuf Castel fortifiée, animée par un robot déclenchant commentaires et lumières.
Le musée préserve la bible de Foucarmon, un manuscrit en 5 tomes du XIIIe siècle[29], numérisés par l’Institut de recherche et d’histoire des textes et désormais visualisable sur une borne interactive au premier étage, où se trouve également le cabinet des manuscrits[91],[92].

Le musée Mathon Durand
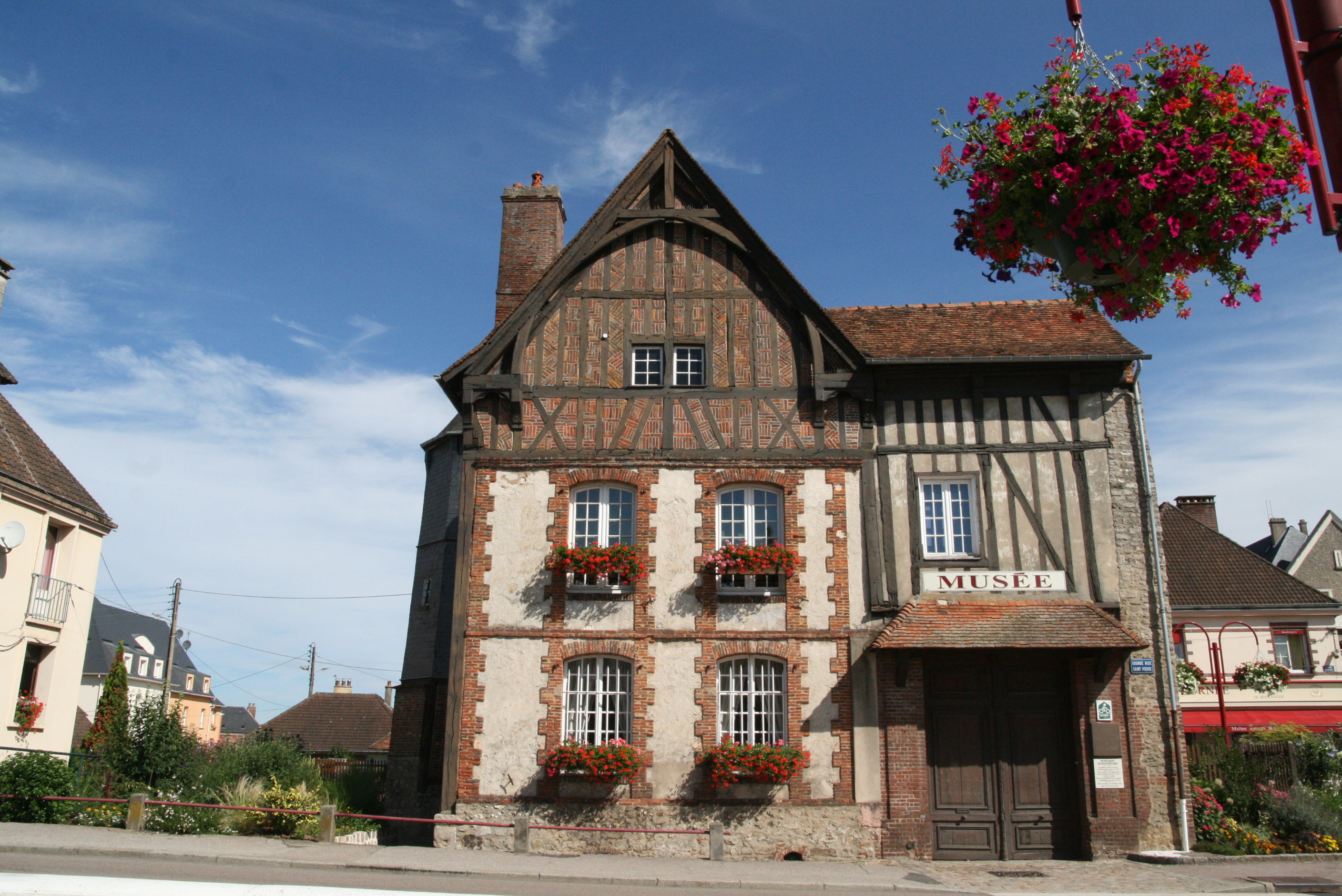
Façade du musée
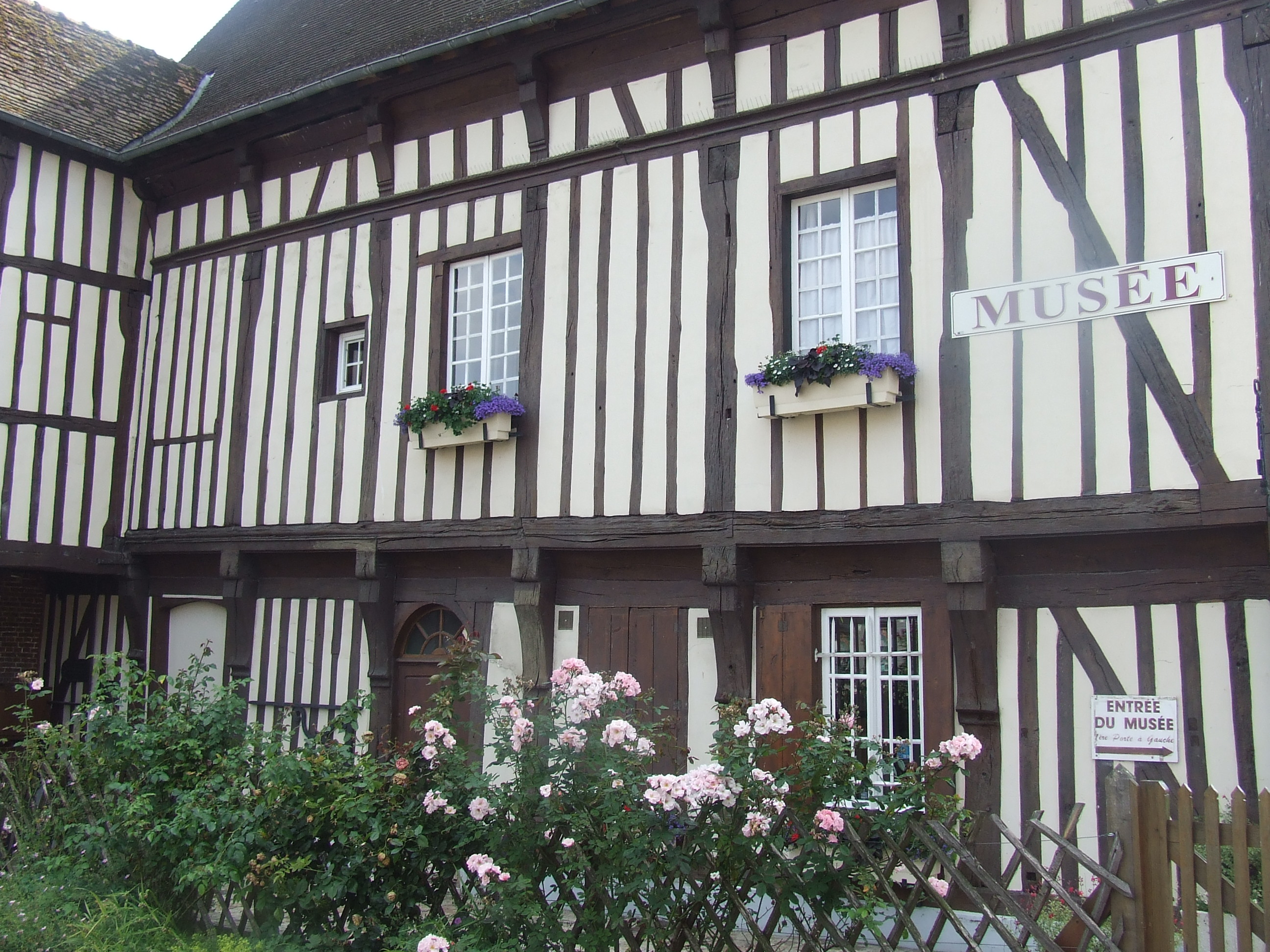
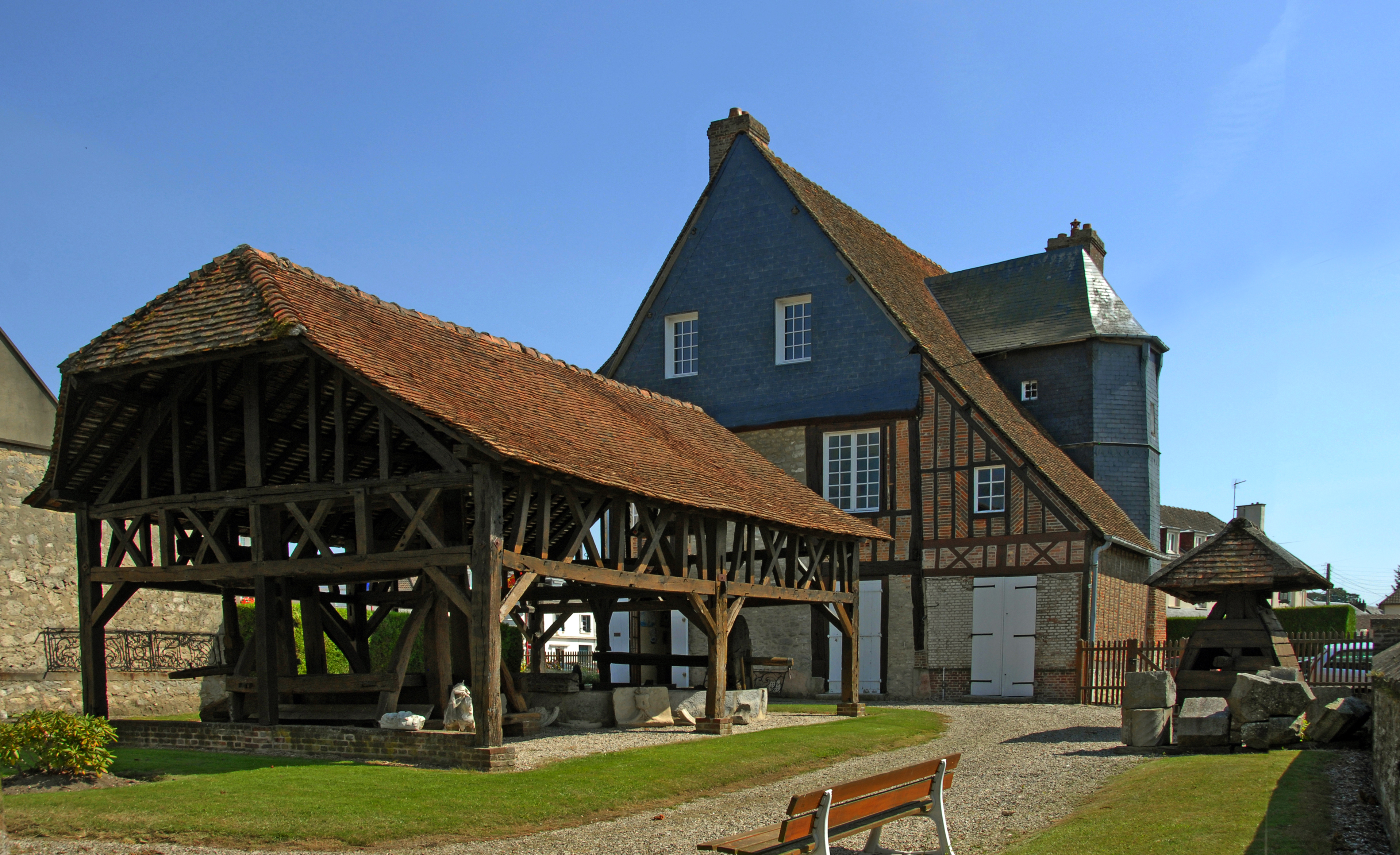

- Centre administratif, classé au Patrimoine National du XXe siècle, réalisé entre 1952 et 1961 par l'architecte urbaniste Robert Auzelle avec l'assistance de Louis Roulle, le centre administratif de Neufchâtel-en-Bray est composé de quatre bâtiments.
L'élément primordial pour l'architecte urbaniste était la réalisation d'un vaste espace libre entre chaque structure afin d'organiser des chemins piétonniers pour joindre la motte de l'ancien château à la place du Pot-d'Etain, offrant ainsi une multitude de points de vue.
Afin d'obtenir un équilibre harmonieux, Robert Auzelle a créé une disparité entre les surfaces et les volumes de ces structures. De manière à garder l'authenticité du patrimoine bâti traditionnel, tout en apportant ce côté novateur et avant-gardiste, les matériaux locaux ont été choisis : cailloux de silex dans les soubassements et parements de briques.
  - Centre des Impôts :
De forme carré, ce bâtiment est conçu à l'origine pour accueillir l'hôtel de ville, avec un rez-de-chaussée pour abriter les services de l'état-civil, le poste de police et le logement du concierge. À l'étage, la salle du conseil, la salle des mariages et les bureaux du maire et des adjoints.
Cette structure est agrandie en 1997 par l'architecte Hervé Rattez, dans le respect de l'œuvre de Robert Auzelle.
  - Théâtre Robert-Auzelle :
Ayant la forme d'une ellipse de 800 m2 répartie sur trois niveaux, cette structure possède un escalier central constitué d'éléments métalliques apparents avec un pilier central en tubes de fer. La salle de 435 m2 possède un sol incurvé en forme de coquille. En façade sur l'esplanade, le mur est percé d'alvéoles garnis d'émaux de Briare.
Une passerelle aérienne métallique, dont les parois sont garnies de verres multicolores, relie le théâtre à la salle des fêtes et constitue un foyer commun pour les deux salles[93].
  - Salle des fêtes : 
De forme carré, la salle des fêtes possède une piste de danse de 470 m2, sans point d'appui au centre, et dispose d'un parquet traditionnel posé à l'anglaise.
  - Mairie : Conçue à l'origine pour abriter le palais de justice et le tribunal, cette structure abrite aujourd'hui les locaux de la mairie.
Premier édifice réalisé avec un budget plus que restreint provenant uniquement des dommages de guerre, Robert Auzelle a su créer un bâtiment jugé révolutionnaire pour l'époque. Avec une surface de 1 400 m2, la luminosité est donnée par une longue baie vitrée qui éclaire les bureaux et par des lanterneaux disposés dans la toiture afin d'apporter un éclairage zénithal à l'intérieur.

Robert Auzelle à Neufchâtel-en-Bray
Façade du Théâtre
L'arrière de la mairie
Le Centre des impôts
Salle des Fêtes
Passerelle/foyer entre la salle des fêtes et le théâtre
Arrières du théâtre et de la Salle des Fêtes
Théâtre, passerelle/foyer et côté de la salle des fêtes

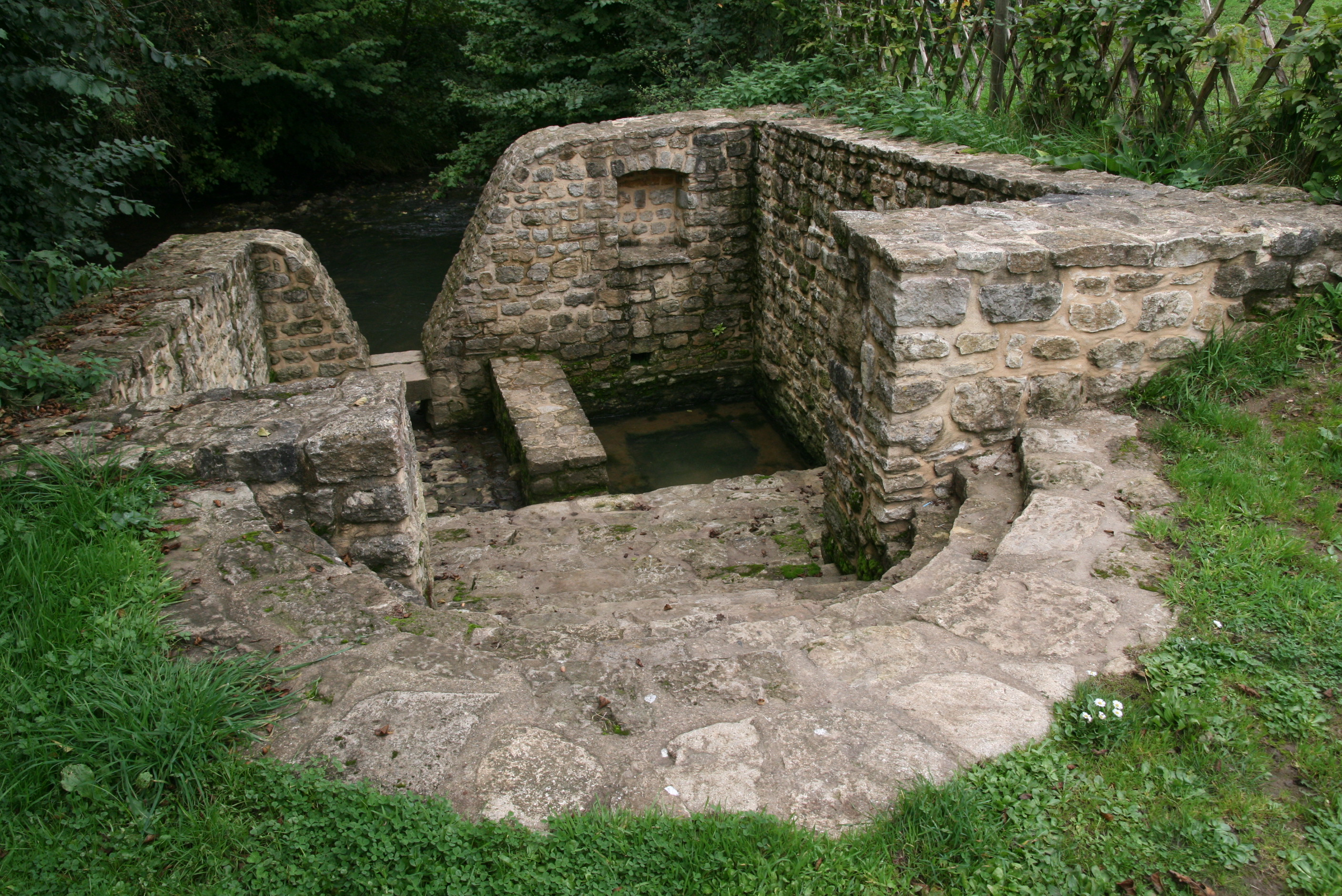
Source Sainte-Radegonde.

- Chapelle et source Sainte-Radegonde

Construite à l'origine durant la première moitié du XIIe siècle sous l'autorité du duc de Normandie et roi d'Angleterre Henri Ier Beauclerc, la chapelle de l'ancien prieuré de Sainte-Radegonde est l'une des plus anciennes constructions de Neufchâtel-en-Bray.
Elle est édifiée près de la Béthune où se trouve la source de Sainte-Radegonde, dont la foi populaire prêtait des vertus curatives pour les maladies de la peau.
En 2009, la municipalité décide de sauvegarder l'édifice, qui était devenu au fil des siècles un bâtiment agricole délabré. Avec le soutien de la ville, l'association Les Œuvriers de Sainte-Radegonde est créée en 2010 afin de restaurer la chapelle et la source. Après cinq années de dur labeur, la persévérance et le courage de cette équipe de bénévoles passionnés ont su redonner vie à cet édifice, qui est ouvert au public sur rendez-vous.
- Vestiges de l'église Saint-Pierre.
- Esplanade du Vieux-Château.
- Monument aux morts des guerres 1914-1918 et 1939-1945.
- Monument aux morts de la guerre franco-allemande de 1870, érigé en 1897 et situé au cimetière. Il compte neuf noms de gardes mobiles morts pour la Patrie[95].
- Ancien lavoir, qui nécessite une rénovation et une mise en valeur[96].

Thémis, œuvre de Maurice Calka, près de la mairie.
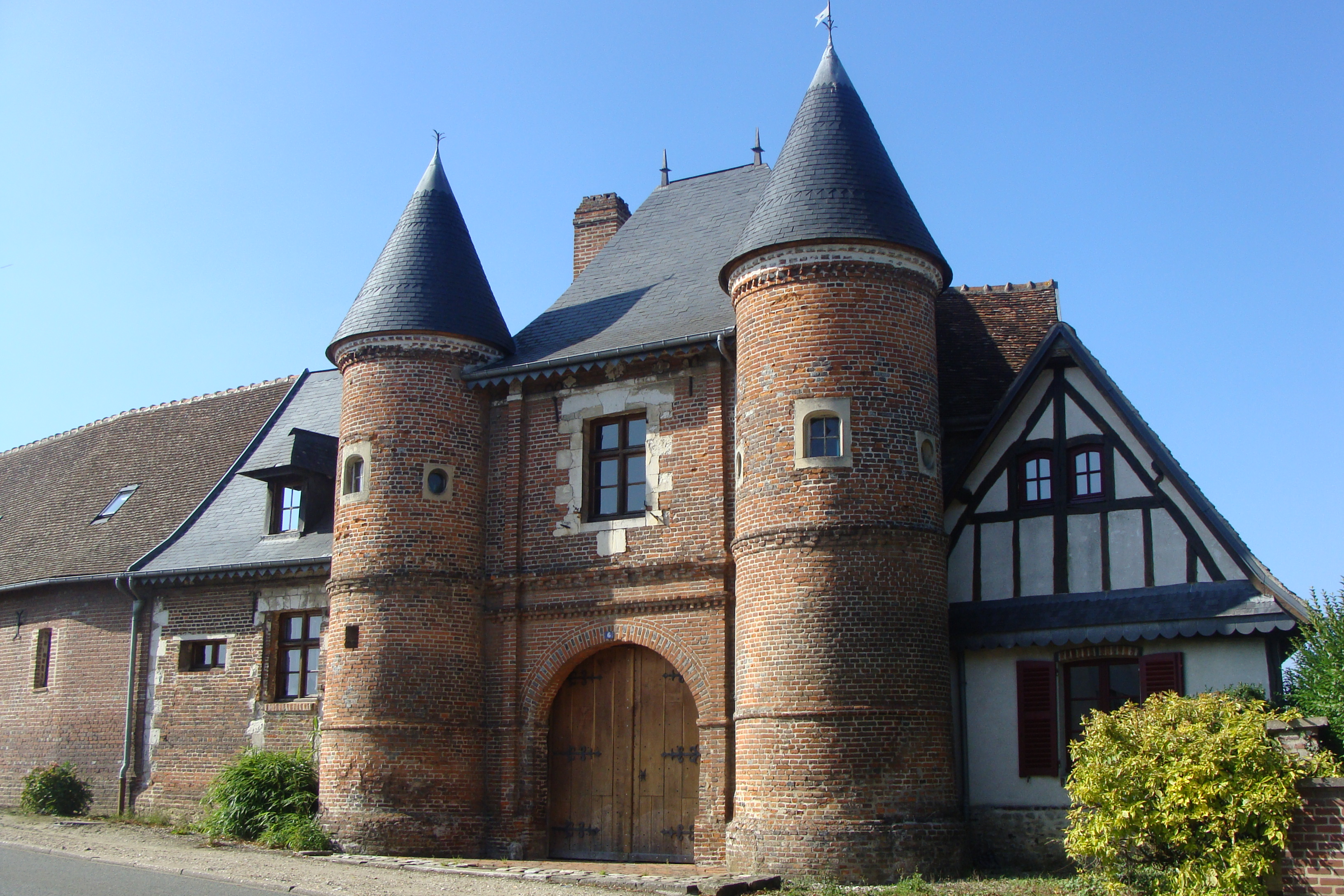
Les Tourelles.
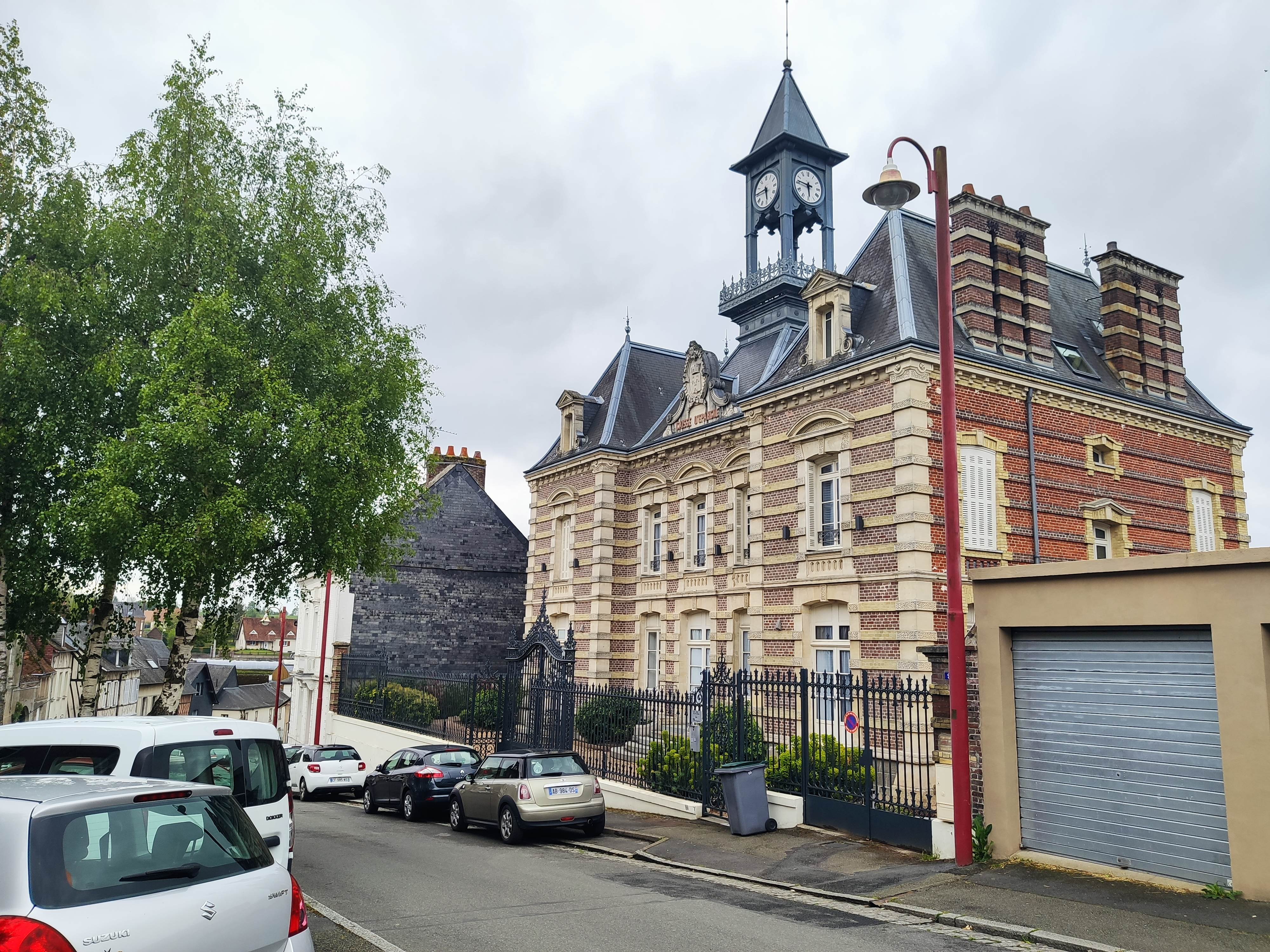
L'ancienne Caisse d'épargne
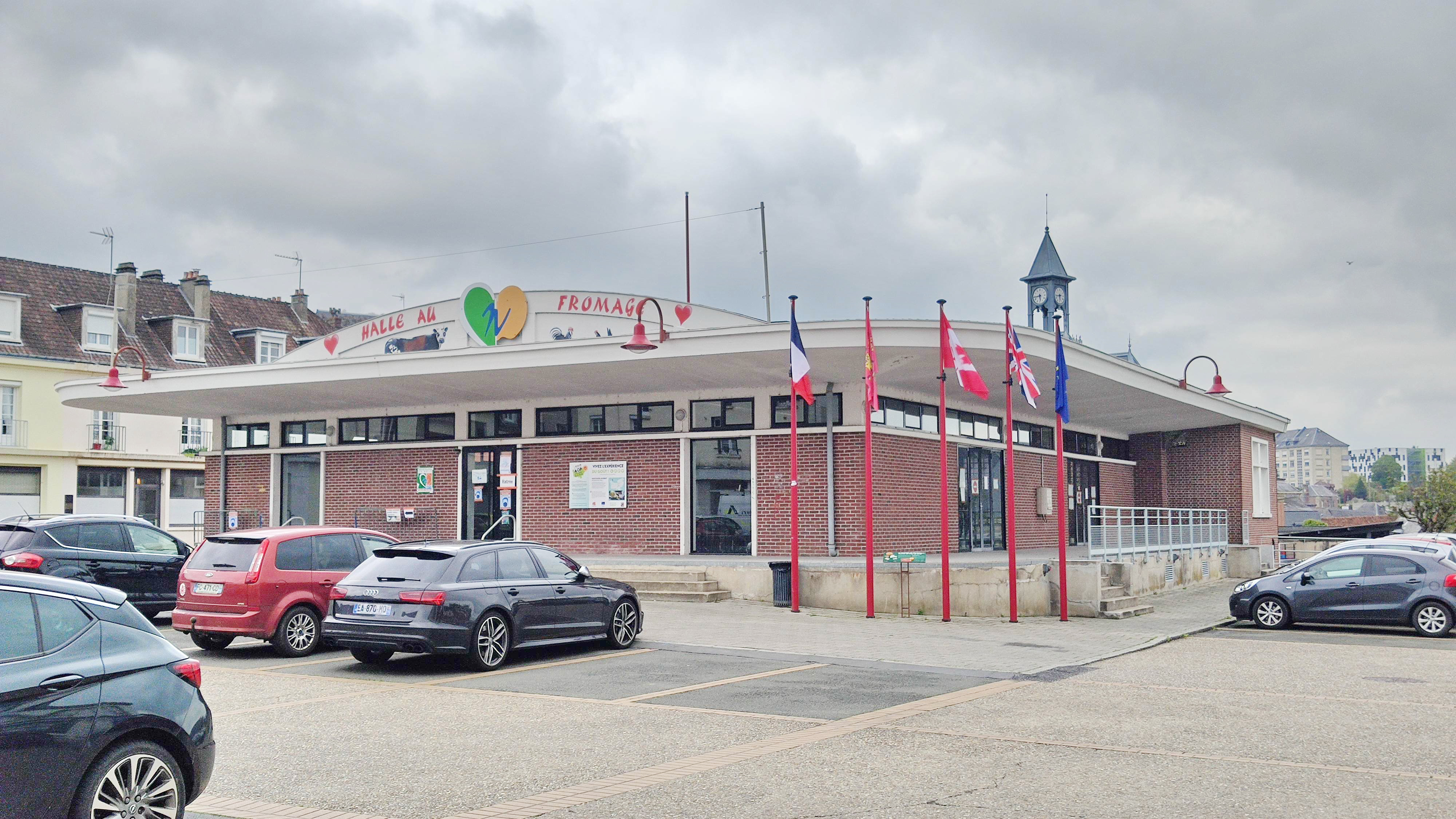
La Halle aux fromages
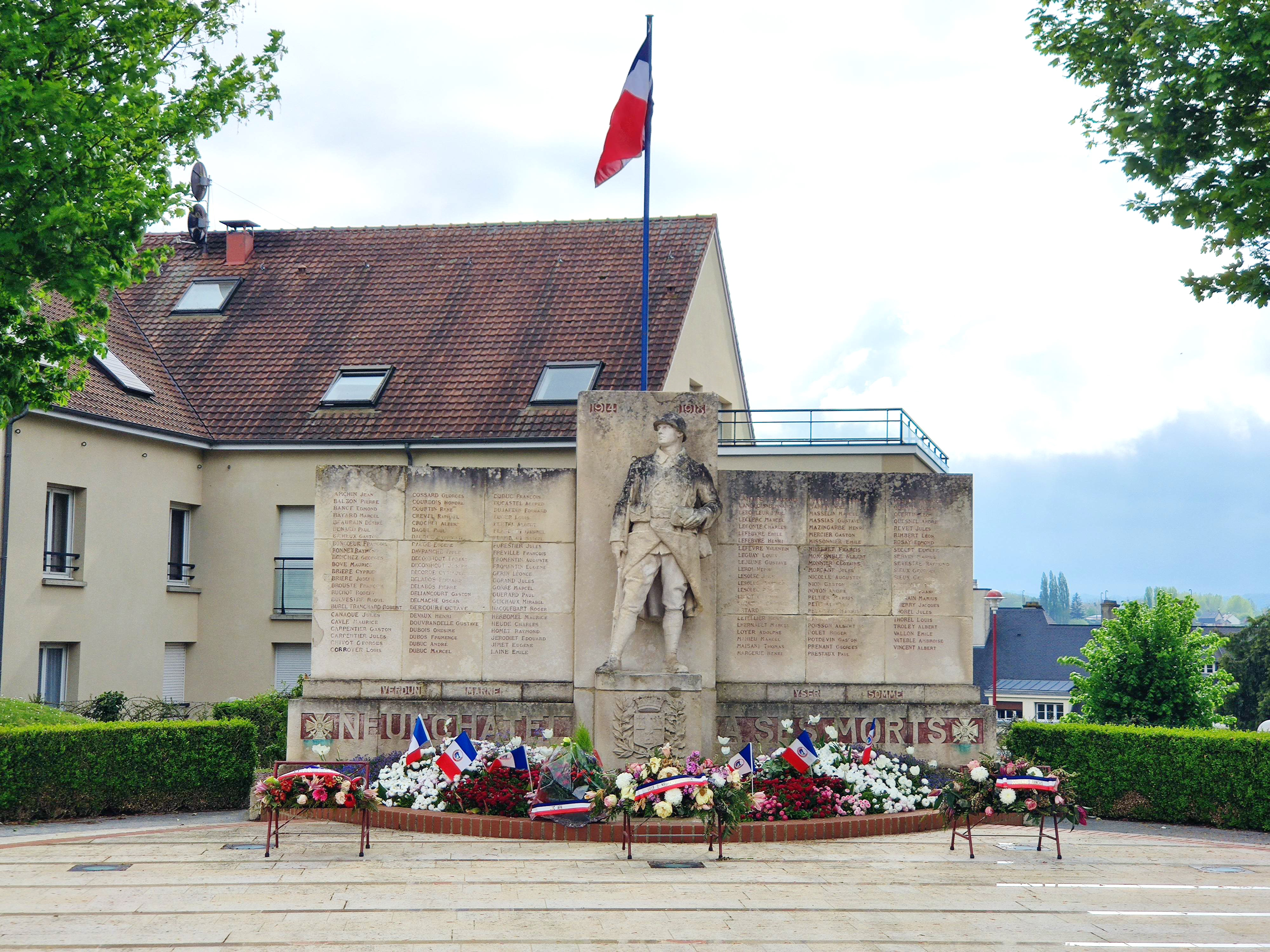
Monument aux morts

### Gastronomie
On fabrique dans la région le fromage du même nom.

### Personnalités liées à la commune

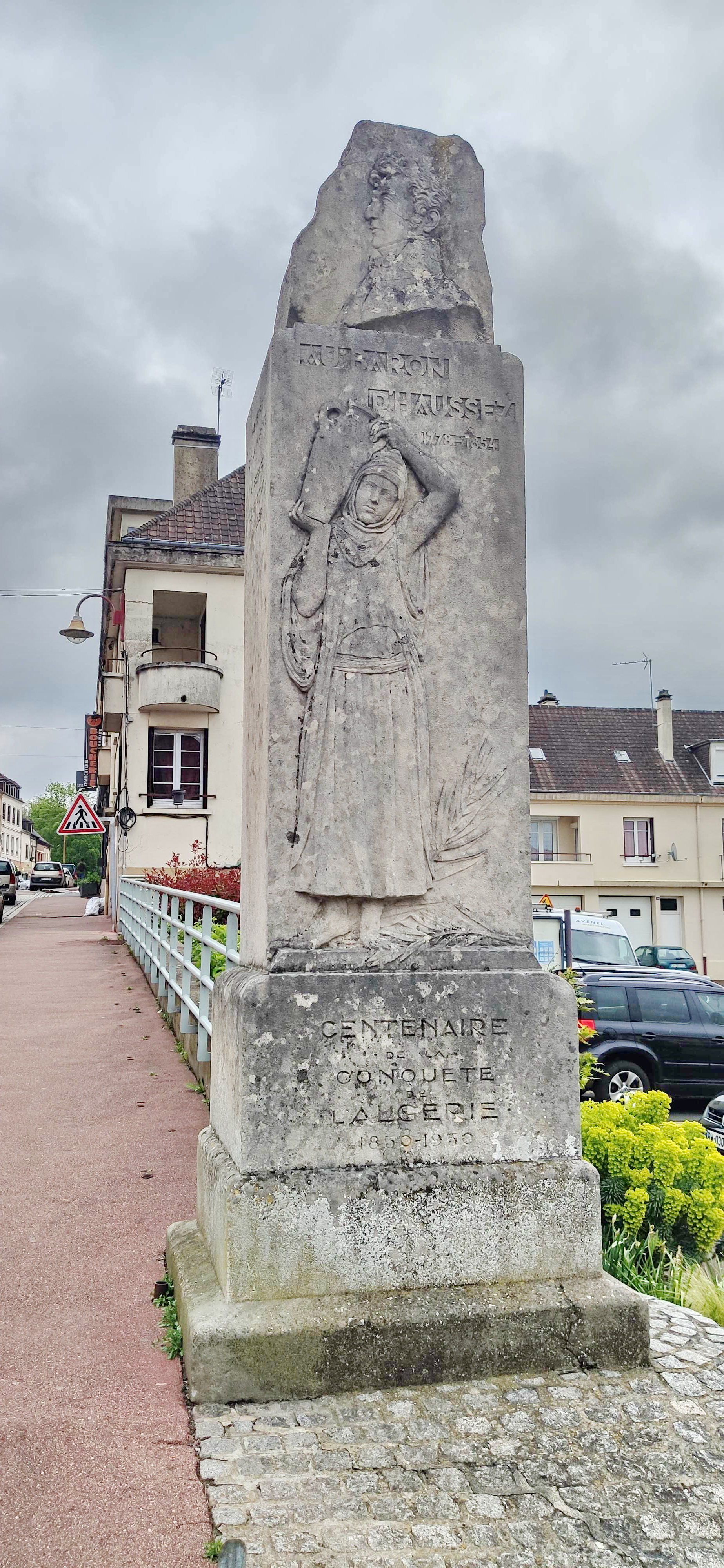
Stèle à Charles Lemercier de Longpré, baron d'Haussez, pour le centenaire de la Conquête de l'Algérie par la France (maire en 1805).

- Eudes Rigaud (1210-1275), archevêque de Rouen[pourquoi ?]
- Le roi saint Louis (1214-1270)[pourquoi ?]
- Jehan de Launay (alias Launoy, Lannais ou Lasne) (XIVe siècle) : capitaine de Courtrai en 1380, capitaine des Gantois rebelles en 1381. À la tête de plusieurs milliers d'hommes, il est battu à Nevele (près de Gand) le 13 mai 1381 par les troupes du comte de Flandre Louis de Male. Après cette défaite, il se réfugie dans le pays de Bray sur les terres de sa grand-mère maternelle Jeanne de Calletot pour se ranger du côté du roi d'Angleterre. Jehan de Launay deviendra le capitaine des ville et forteresse de Neufchâtel-en-Bray. Probablement mort vers 1414, il était le fils de Mathieu de Launay et d'une demoiselle de la Maison de Montmorency et le petit-fils de Jean de Launay, seigneur de Lannay et Thieusies, baron de Rumes, grand bailli du Hainaut.
- Catherine de Valois (1401-1437), reine d'Angleterre, épouse de Henry V d'Angleterre, séjourne à Neufchâtel-en-Bray vers 1436, année où Clément Lasne, fils de Jehan de Launay  est son conseiller et avocat pour son douaire de Neufchâtel-en-Bray.
- Charlotte de Savoie (1441-1483), princesse de la maison de Savoie, fille de Louis Ier, duc de Savoie, devenue dauphine puis reine de France par son mariage avec le futur Louis XI, y séjourna.
- Pierre-Charles-Victor Vincent (1749-1817), député en 1792, membre de la Convention, député au Conseil des Anciens, né et mort à Neufchâtel[97].
- Charles Lemercier de Longpré, baron d'Haussez (1778-1854), homme politique français, député de la Seine-Inférieure et ministre de la Marine (1829-1830) sous la Seconde Restauration, maire de Neufchâtel-en-Bray en 1805, artisan de la Conquête de l'Algérie par la France[98]. Il est né à Neufchâyelo-en-Bray.
- Paul Boivin-Champeaux (1854-1925), avocat et homme politique, maire de Moyaux, sénateur du Calvados.
- Édouard Crevel (1880-1969), architecte français, né à Neufchâtel en 1880, mort en 1969.
- Robert Auzelle (1913-1983), architecte et urbaniste français connu notamment pour ses travaux sur les grands ensembles et aussi pour  avoir promu les cimetières paysagers en France, a conçu le centre administratif de la ville. Le théâtre porte son nom.
- Deux tirailleurs sénégalais, Bernard Oli Ziguinchor Casamance et un inconnu appartenant vraisemblablement au 53e Régiment d’Infanterie coloniale Sénégalais (RICMS), régiment engagé avec la 5e division à la Bataille de France sur le front de la Somme. Sans doute rescapés du massacre de Drosmenil du 8 juin 1940, où 123 soldats sénégalais ont été assassinés par les Allemands parce que Noirs. Ces soldats de l'armée française ont été exécutés en juillet 1940 par des éléments d’une unité allemande d’aviation en cantonnement au hameau des Hayons[99].
- Jean-Luc Thérier (1945-2019), pilote automobile, champion de France des rallyes (1977, etc.)[100],[101].
- William Leboucher (1960- ), footballeur français qui jouait au poste d'attaquant du milieu des années 1970 jusqu'au début des années 1990, y est né.
- David Douillet (1969- ), judoka français et ministre des sports (2011-2012), champion olympique et du monde, a commencé son parcours sportif dans la commune[102].
- Bruno Thibout (1969- ) à Neufchâtel-en-Bray), ancien coureur cycliste professionnel entre 1993 et 2004, y est né.

### Héraldique
| Blason de Neufchâtel-en-Bray | Blason  | D'azur à trois tours d'argent crénelées de trois pièces et maçonnée de sable. Au chef d'azur chargé de trois fleurs de lis d'or Le trait du chef et les bords de l'écurie chargés d'un filet d'argent |
| Blason de Neufchâtel-en-Bray | Détails | |